# الحرب التجارية بين الصين والولايات المتحدة
الحرب التجارية بين الصين والولايات المتحدة بدأت بعد إعلان الرئيس الأمريكي دونالد ترامب في 22 آذار/مارس من عام 2018 عن وجود نية لفرض رسوم جمركية تبلغ 50 مليار دولار أمريكي على السلع الصينية بموجب المادة 301 من قانون التجارة لعام 1974 بهدف إجبارها على إجراء تغييرات على ما تقول الولايات المتحدة إنها «الممارسات التجارية غير العادلة» وسرقات الملكية الفكرية. صرحت إدارة ترامب الأولى أن هذه الممارسات قد تساهم في العجز التجاري بين الولايات المتحدة والصين، وأن الحكومة الصينية تشترط نقل التكنولوجيا الأمريكية إلى الصين ردًا على التدابير التجارية الأمريكية، اتهمت الحكومة الصينية إدارة ترامب بالانخراط في حماية قومية وكرد انتقامي من الحكومة الصينية فقد فُرضت رسوم جمركية على أكثر من 128 منتج أمريكي أشهرها فول الصويا. وبعد تصاعد الحرب التجارية خلال عام 2019، توصل الجانبان في يناير 2020 إلى اتفاقية المرحلة الأولى المتوترة. بحلول نهاية رئاسة ترامب الأولى، وُصفت الحرب التجارية على نطاق واسع بأنها فشل للولايات المتحدة.
أصبحت الرسوم الأمريكية على ما قيمته 34 مليار دولار من البضائع الصينية فعالة في السادس من يوليو، وقامت الصين بفعل المثل على نفس القيمة. هذه الرسوم تمثل ما قيمته 0.1% من إجمالي الناتج المحلي.
في 22 فبراير 2021، دعا وزير الخارجية الصيني وانغ يي الرئيس الأمريكي الجديد جو بايدن إلى رفع القيود المتعددة التي فرضها دونالد ترامب. وحث إدارة بايدن على رفع العقوبات المفروضة على التجارة والاتصال بين الناس، بينما طالبها بوقف التدخل في الشؤون الداخلية للصين.
أبقت إدارة بايدن التعريفات الجمركية كما هي وأضافت رسومًا إضافية على السلع الصينية مثل المركبات الكهربائية والألواح الشمسية. في عام 2024، اقترحت حملة ترامب الرئاسية الثانية تعريفة جمركية بنسبة 60 في المائة على السلع الصينية. في 1 فبراير 2025، زادت إدارة ترامب التعريفات الجمركية على الصين بنسبة 10 في المائة، بينما في 4 مارس، رفعتها الإدارة بنسبة 10 في المائة أخرى. في 10 مارس، فرضت الصين تعريفات جمركية بنسبة 15٪ على السلع الأمريكية، بما في ذلك السلع الزراعية. في 2 أبريل 2025، رفعت إدارة ترامب إجمالي التعريفات الجمركية على الواردات من الصين إلى 54٪، مع تعهد الحكومة الصينية بالرد. في 9 أبريل 2025، أعلنت الحكومة الصينية رفع الرسوم الجمركية على السلع الأميركية لتصل إلى 84%، وذلك رداً على الإجراءات الجمركية الشاملة التي وصفها الجانب الصيني بـ"المضادة"، والتي فرضتها الولايات المتحدة بقيادة الرئيس دونالد ترمب على عدد من الدول، من بينها الصين. وقد دخلت هذه الرسوم الأميركية الجديدة حيّز التنفيذ في اليوم ذاته.

## خلفية

### العلاقات التجارية بين الصين والولايات المتحدة
شهد حجم تبادل السلع التجارية بين الولايات المتحدة والصين نموًا سريعًا منذ بداية الإصلاحات الاقتصادية في الصين في أواخر سبعينيات القرن العشرين. تسارع نمو التجارة بعد انضمام الصين إلى منظمة التجارة العالمية في عام 2001، فأصبحت الولايات المتحدة والصين أهم الشركاء التجاريين. استوردت الولايات المتحدة من الصين باستمرار أكثر مما صدرته إليها، مع ارتفاع العجز التجاري الثنائي للولايات المتحدة في السلع مع الصين إلى 375.6 مليار دولار في عام 2017.
انتقدت حكومة الولايات المتحدة في بعض الأحيان العديد من جوانب العلاقة التجارية بين الولايات المتحدة والصين، بما في ذلك العجز التجاري الثنائي الضخم، علاوة على أسعار الصرف غير المرنة نسبيًا في الصين. فرضت إدارتا جورج دبليو بوش وباراك أوباما رسومًا وتعريفات جمركية على المنسوجات الصينية في سبيل حماية المنتجين المحليين في الولايات المتحدة، واتهمتا الصين بتصدير هذه المنتجات بأسعار الإغراق التجاري. أثناء فترة رئاسة أوباما، أضافت الولايات المتحدة اتهامات أخرى إلى الصين بسبب تعزيزها إنتاج الألومنيوم والصلب، وبدأت مجموعة من التحقيقات في مكافحة الإغراق الذي تمارسه الصين. على الرغم من ذلك، استمرت التجارة بين الولايات المتحدة والصين في النمو خلال عهد هاتين الإدارتين. خلال هذا الوقت، نما اقتصاد الصين ليصبح ثاني أكبر اقتصاد في العالم (وفقًا لأسعار الصرف الاسمية)، وثاني اقتصاد في الولايات المتحدة. كان للمبادرات الاقتصادية الصينية الشاملة، كمبادرة حزام واحد طريق واحد، والبنك الآسيوي للاستثمار في البنية التحتية والخطة الصينية التصنيعية 2025، دور في إثارة قلق بعض صناع القرار السياسي في الولايات المتحدة. على نطاق أوسع، اعتبرت حكومة الولايات المتحدة النمو الاقتصادي في الصين تحديًا للهيمنة الاقتصادية والجغرافية السياسية الأميركية.
وعد دونالد ترامب أثناء حملته الرئاسية عام 2016 بخفض العجز التجاري الأمريكي مع الصين، والذي عزاه إلى الممارسات التجارية غير العادلة، كسرقة الملكية الفكرية وعدم وصول الشركات الأمريكية إلى السوق الصينية. جادل أنصار الرسوم الجمركية المفروضة على الصين أنه من شأن فرض التعريفات جلب وظائف التصنيع إلى الولايات المتحدة، ويجب أن تكون التعريفات الثنائية متبادلة، ويتعين على الولايات المتحدة أن تقلص عجزها التجاري مع الصين، وأن تغير الصين سياسات مختلفة تنظم الملكية الفكرية والاستثمار. شكك معظم خبراء الاقتصاد في إمكانية تحقيق الأهداف الثلاثة الأولى عن طريق فرض التعريفات. قدرت أحد الدراسات أن صادرات الولايات المتحدة إلى الصين توفر الدعم لنحو 1.2 مليون وظيفة أمريكية وأن الشركات الصينية متعددة الجنسيات توظف 197,000 أمريكيًا مباشرة، في حين استثمرت الشركات الأمريكية 105 مليارات دولار في الصين في عام 2019. درس خبراء اقتصاديون التجارة مع الصين وزيادة إنتاجية العمالة وأثرهما على العمالة في قطاع التصنيع الأمريكي، وحصلوا على نتائج متفاوتة. يعتقد أغلب خبراء الاقتصاد أن العجز التجاري الأمريكي يُعزى إلى عوامل الاقتصاد الكلي، وليس السياسة التجارية فحسب. في حين أنه من المتوقع أن تؤدي زيادة الرسوم الجمركية على السلع الصينية إلى انخفاض واردات الولايات المتحدة من الصين، يُتوقع كذلك أن تسفر عن زيادة الواردات من دول أخرى، ما سيُبقي العجز التجاري الإجمالي للولايات المتحدة دون تغيير إلى حد كبير –وهي ظاهرة تُعرف بتحويل التجارة.

### شكاوى إدارة ترامب
كانت المناشدة الأولى الملحوظة لدونالد ترامب فيما يتعلق بالتعريفات الجمركية مدفوعة بالنجاح الاقتصادي الياباني في ثمانينيات القرن العشرين، بحجة أن العجز التجاري في الولايات المتحدة يمثل عبئًا وأنه من شأن التعريفات أن تعزز التصنيع المحلي الذي سيقي الولايات المتحدة من الانهيار على يد شركائها التجاريين. أصبح فرض التعريفات الجمركية في وقت لاحق لوحة رئيسية لحملة ترامب الرئاسية الناجحة لعام 2016. I في مطلع عام 2011، ذكر أنه من شبه المستحيل أن تتنافس الشركات الأمريكية ضد الشركات الصينية بسبب تلاعب الصين بعملتها.
في الانتخابات الرئاسية الأمريكية لعام 2016، خاض ترامب الانتخابات على منصة اقتصادية حمائية. أثناء فترة رئاسته، وفي أغسطس 2017، وجه ترامب مكتب الممثل التجاري للولايات المتحدة للتحقيق في الممارسات الاقتصادية الصينية. صدر تقرير التحقيق في مارس 2018، وهاجم جوانب عديدة من السياسة الاقتصادية الصينية، مع التركيز خاصة على نقل التكنولوجيا المزعوم، الذي ورد في التقرير أنه يكلف اقتصاد الولايات المتحدة 225 مليار دولار و600 مليار دولار سنويًا. في أعقاب إصدار التقرير، أوعز ترامب بفرض رسوم جمركية على المنتجات الصينية، ورفع دعوى ضد الصين لدى منظمة التجارة العالمية، وفرض قيودًا على الاستثمار الصيني في قطاعات التكنولوجيا المتقدمة في اقتصاد الولايات المتحدة.
فيما يتعلق بدعم التعريفات الجمركية، ذكر ترامب أن الصين تكلف الاقتصاد الأميركي مئات مليارات الدولارات سنويًا بسبب الممارسات التجارية غير العادلة. بعد فرض التعريفات الجمركية، نفى الدخول في حرب تجارية، قائلًا أنه «وحدهم الأغبياء أو غير الأكفاء ممن يمثلون الولايات المتحدة من خسروا الحرب التجارية منذ سنوات عديدة.» ذكر كذلك أن الولايات المتحدة تعاني من عجز تجاري يبلغ 500 مليار دولار سنويًا، إذ تكلف سرقة الملكية الفكرية 300 مليار دولار إضافية. صرّح أنه لن يسمح لذلك بالاستمرار وقال مستشار البيت الأبيض السابق، جيم شولتز، أن الولايات المتحدة «نظرت بسذاجة إلى الاتجاه الآخر من خلال إدارات رئاسية متعددة – كلينتون وبوش وأوباما– بينما تسللت الصين طريقها نحو ميزة غير عادلة في سوق التجارة الدولية.»
وفقًا للإدارة، فإن إصلاحات الحكومة الصينية كانت ضئيلة ولم تكن عادلة ومتبادلة: «عقب أعوام من الحوارات بين الولايات المتحدة والصين التي أسفرت عن نتائج والتزامات ضئيلة لم تحترمها الصين، تتخذ الولايات المتحدة إجراءات لمواجهة الصين بشأن عمليات نقل التكنولوجيا القسرية التي تقودها الدولة وتشوه السوق وممارسات الملكية الفكرية والاختراقات الالكترونية لشبكات للولايات المتحدة التجارية.»
تُعتبر التكنولوجيا أهم جزء من اقتصاد الولايات المتحدة. وفقًا للممثل التجاري للولايات المتحدة روبرت لافيتيزر، تحتفظ الصين بسياسة النقل القسري للتكنولوجيا، إلى جانب ممارسة رأسمالية الدولة، والتي تتضمن شراء شركات التكنولوجيا في الولايات المتحدة واستخدام الإنترنت لكسب التكنولوجيا. نتيجة لذلك، وبحلول أوائل عام 2018، اتخذ المسؤولون في إدارة ترامب اجراءات لمنع الشركات الصينية الخاضعة لسيطرة الدولة من شراء شركات التكنولوجيا الأمريكية، وحاولوا منع الشركات الأمريكية من تسليم تكنولوجياتها الرئيسية إلى الصين ككلفة لدخول سوقها. وفقًا للمحلل السياسي جوش روجين: «ساد اعتقاد بأن الصين سوف تطور اقتصادًا خاصًا من شأنه أن يثبت توافقه مع نظام منظمة التجارة العالمية، إلا أن القيادة الصينية اتخذت قرارًا سياسيًا بأن تفعل العكس، لذلك يتوجب علينا الآن أن نرد.»
ذكر لافيتيزر أن قيمة الرسوم المفروضة تستند إلى تقديرات الولايات المتحدة للضرر الاقتصادي الفعلي الناجم عن السرقة المزعومة للملكية الفكرية والقيود المفروضة على الملكية الأجنبية التي تلزم الشركات الأجنبية بنقل التكنولوجيا، وتتيح هذه المشاريع المشتركة القسرية للشركات الصينية الوصول غير المشروع إلى التكنولوجيا الأمريكية.
رأى أكثر من نصف عدد أعضاء غرفة التجارة الأمريكية في جمهورية الصين الشعبية أن تسرب الملكية الفكرية يشكل شاغلًا رئيسيًا لدى ممارسة الأعمال التجارية هناك.
في أغسطس 2017، حقق روبرت لافيتيزر في الممارسات التجارية غير العادلة المزعومة في الصين.
تزامنًا مع بدء اتخاذ إجراءات فرض التعريفات على الألومنيوم والصلب في مارس 2018، ذكر ترامب أن «الحروب التجارية جيدة وسهلة الفوز»، ولكن مع استمرار تصاعد النزاع خلال أغسطس 2019، صرّح بأنه لم يذكر أبدًا أن الحرب التجارية ضد الصين ستكون سهلة.
أوضح بيتر نافارو، مدير السياسات التجارية والتصنيعية في البيت الأبيض، أن التعريفات الجمركية مجرد تدابير دفاعية بحتة للحد من العجز التجاري. ذكر كذلك أن مليارات الدولارات التي يحولها الأمريكيون إلى الخارج نتيجة العجز السنوي تستخدمها تلك الدول لاحقًا لشراء أصول في الولايات المتحدة، ومقارنة باستثمار تلك الأموال في الولايات المتحدة «إذا فعلنا ما نفعله، فإن تلك الأموال ستكون في أيدي أجانب يمكنهم استخدامها لشراء أمريكا.»

## التاريخ

### تعريفة الإعلانات
وقع الرئيس الأمريكي دونالد ترامب على مذكرة تفاهم في 22 آذار/مارس 2018 بموجب المادة 301 من قانون التجارة لعام 1974 وأمر فيها الممثل التجاري للولايات المتحدة بتطبيق تعريفات بقيمة 50 مليار دولار أمريكي على السلع الصينية. صدر بيان رسمي من الإدارة الأمريكية أكد على أن التعريفات المقترحة جاءت «ردا على الممارسات التجارية غير العادلة من الصين على مدى سنوات» بما في ذلك سرقة الملكية الفكرية من الولايات المتحدة. في 2 نيسان/أبريل فرضت وزارة التجارة الصينية رسوما جمركية على 128 مُنتجا أمريكيا بما في ذلك الألومنيوم، الطائرات، السيارات، لحم الخنزير، فول الصويا، الفواكه، المكسرات ثم الصلب. في اليوم التالي نشر الممثل التجاري الأميركي قائمة بأكثر من 1300 منتوج من الواردات الصينية فُرضت عليه رسوم بقيمة 50 مليار دولار بما في ذلك قطع غيار الطائرات، البطاريات، التلفزيونات المسطحة والأجهزة الطبية ثم الأقمار الصناعية والأسلحة. ردا على إعلان الصين فرضت الولايات المتحدة رسوم إضافية بنسبة 25% على كل من الطائرات، السيارات ثم فول الصويا. في 5 نيسان/أبريل وجه ترامب الممثل التجاري الأميركي للنظر في فرض 100 مليار دولار إضافية من الرسوم الجمركية على الجمهورية الصينية.
نفى ترامب أن يكون الخلاف مع الصين عبارة عن حرب تجارية حيث صرَّح على تويتر في نيسان/أبريل من عام 2018 قائلا: «لقد خسرنا "الحرب" منذ سنوات عديدة بسبب السفهاء والناس غير الكفوئين الذين يمثلون الولايات المتحدة ... لدينا عجز تجاري يبلغ 500 مليار دولار في السنة مع عجز آخر يبلغ 300 مليار دولار بسبب سرقة الملكية الفكرية، لا يمكننا السماح لهذا بالاستمرار.» ذكر وزير التجارة الأمريكي ويلبر روس في مقابلة معه في سي إن بي سي أن الرد الصيني ينعكس (يُؤثر) فقط بنسبة 0.3% على الناتج المحلي الإجمالي في حين ذكرت السكرتيرة سارة هاكابي ساندرز أن التحركات سيكون لها «تأثير» على المدى القصير ولكنها ستعود بنجاح على المدى الطويل.
في أيار/مايو ألغت الصين الرسوم الجمركية على فول الصويا بطلب من أمريكا، وفي 20 أيار/مايو صرَّحَ وزير الخزانة الأمريكي ستيفن منوشين في مقابلة له مع فوكس نيوز قائلا: «نحن نضع [في بالنا] إمكانية نشوب حرب تجارية مع الصين على المدى الطويل.»
 أعلن البيت الأبيض في 29 أيار/مايو أنه سيتم فرض 25% من التعريفات الجمركية الإضافية بقيمة 50 مليار دولار على السلع الصينية خاصة تلك المتعلقة بالتكنولوجيا؛ مؤكدا في نفس الوقت على أن قائمة المنتجات التي ستتأثر بهذا الفعل سيُعلن عنها قبل 15 حزيران/يونيو وسيتم تنفيذها بعد ذلك بوقت قصير. ذكر البيت الأبيض أنه سيفرض قيودا على الاستثمارات الصينية أيضا. ذكرت بي بي سي نيوز في 3 يونيو/حزيران أن الصين تُؤكد على أن جميع المحادثات التجارية بين بكين وواشنطن سوف تكون باطلة إذا ما وضعت الولايات المتحدة عقوبات تجارية قبل إجراء تلك المحادثات.
في 15 حزيران/يونيو أعلن ترامب في بيان له أن الولايات المتحدة ستفرض 25% من التعريفات الجمركية بقيمة 50 مليار دولار على الصادرات الصينية، على أساس أن 34 مليار دولار سيبدأ تفعيلها في 6 تموز/يوليو ثم 16 مليار دولار باقية ستُفعل في موعد لاحق. اتهمت وزارة التجارة الصينية الولايات المتحدة بمحاولة شن حرب تجارية وتوعدت بالرد عليها بالمثل من خلال استهداف وارداتها التجارية وذلك اعتبارا من 6 تموز/يوليو. بعد ثلاثة أيام من ذلك أعلن البيت الإبيض مجددا أن الولايات المتحدة ستفرض رسوما إضافية بنسبة 10% بقيمة 200 مليار دولار على الواردات الصينية؛ ثم توعدت الصين في نفس اليوم بالرد و«الرد بجدية»
دخلت الرسوم الجمركية الأمريكية حيز التنفيذ حيث وصلت قيمة الرسوم إلى 34 بليون دولار في 6 تموز/يوليو. جدير بالذكر هنا أن قيمة التعريفات بلغت 0.1 في المائة من الناتج المحلي الإجمالي.

## التسلسل الزمني لأحداث التعريفات الجمركية

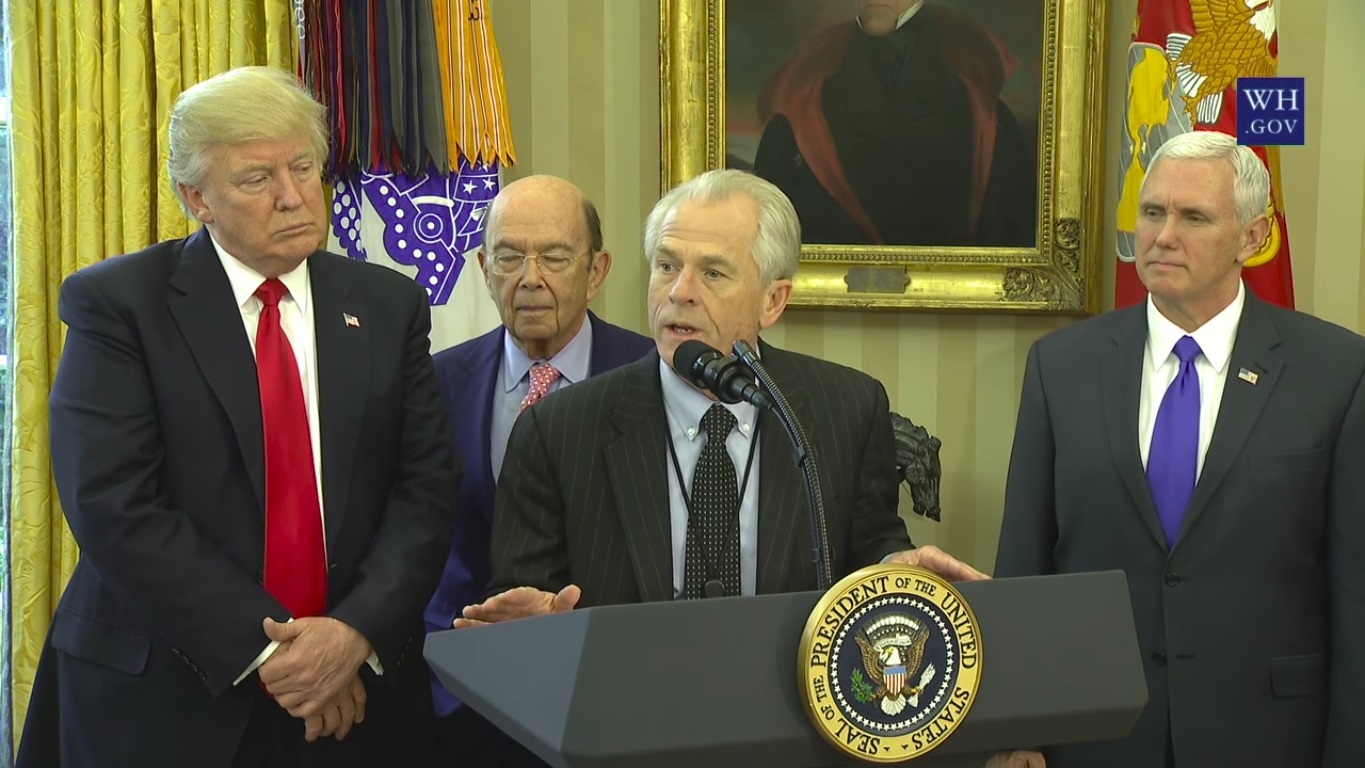
مدير مجلس التجارة الوطني بالبيت الأبيض بيتر نافارو يتحدث عن التجارة مع نائب الرئيس مايك بنس ووزير التجارة ويلبر روس قبل أن يوقع الرئيس على الأوامر التنفيذية المتعلقة بالتجارة.

### 2018
- 22 يناير: أعلن ترامب عن فرض رسوم جمركية تتراوح بين 20% و50% على الألواح الشمسية والغسالات.[87] حوالي 8% من واردات الألواح الشمسية الأمريكية في عام 2017 جاءت من الصين.[88] بلغ إجمالي واردات الغسالات المنزلية من الصين حوالي 1.1 مليار دولار في عام 2015.[89]
- 1 مارس: أعلن ترامب عن فرض رسوم جمركية بنسبة 25% على واردات الصلب و10% على واردات الألومنيوم من جميع البلدان.[90] استوردت الولايات المتحدة حوالي 3% من فولاذها من الصين.[91] أثار الإعلان انتقادات من هيئة تحرير صحيفة وول ستريت جورنال، التي وصفت الأمر التنفيذي بأنه "أكبر خطأ سياسي في رئاسته".[92]
- 22 مارس: طلب ترامب من مكتب الممثل التجاري للولايات المتحدة (USTR) التحقيق في تطبيق التعريفات الجمركية على سلع صينية بقيمة 50-60 مليار دولار أمريكي.[93][94][95] واعتمد على المادة 301 من قانون التجارة لعام 1974 للقيام بذلك، مشيرًا إلى أن التعريفات المقترحة كانت "ردًا على الممارسات التجارية غير العادلة للصين على مر السنين"، بما في ذلك سرقة الملكية الفكرية الأمريكية.[96][97] تم إدراج أكثر من 1300 فئة من الواردات الصينية للتعريفات الجمركية، بما في ذلك أجزاء الطائرات والبطاريات وأجهزة التلفزيون ذات الشاشات المسطحة والأجهزة الطبية والأقمار الصناعية والأسلحة المختلفة.[98]
- 2 أبريل: ردت وزارة التجارة الصينية بفرض تعريفات جمركية على 128 منتجًا تستوردها من أمريكا، بما في ذلك تطبيق تعريفة جمركية بنسبة 25% على الألومنيوم والطائرات والسيارات ولحم الخنزير وفول الصويا، بالإضافة إلى تطبيق تعريفة جمركية بنسبة 15% على الفاكهة والمكسرات وأنابيب الصلب.[99][100] صرّح وزير التجارة الأمريكي ويلبر روس بأن التعريفات الجمركية الصينية المخطط لها لا تعكس سوى 0.3% من الناتج المحلي الإجمالي الأمريكي، وصرحت المتحدثة باسم البيت الأبيض سارة هاكابي ساندرز بأن هذه الخطوات ستكون "مؤلمة على المدى القصير" ولكنها ستجلب "نجاحًا على المدى الطويل".[101][102][103][104]
- 3 أبريل: نشر مكتب الممثل التجاري الأمريكي قائمة أولية تضم أكثر من 1300 سلعة صينية لفرض رسوم عليها، بما في ذلك منتجات مثل أجهزة التلفزيون ذات الشاشات المسطحة والأسلحة والأقمار الصناعية والأجهزة الطبية وأجزاء الطائرات والبطاريات.[98][105][106] ورد السفير الصيني كوي تيانكاي محذرًا الولايات المتحدة من أنها قد ترد، قائلاً "لقد بذلنا قصارى جهدنا لتجنب هذا النوع من المواقف، ولكن إذا اتخذ الجانب الآخر الخيار الخاطئ، فلن يكون لدينا بديل سوى الرد".[107]
- 4 أبريل: قررت لجنة التعريفات الجمركية الصينية التابعة لمجلس الدولة الإعلان عن خطة لفرض تعريفات جمركية إضافية بنسبة 25% على 106 سلعة من المنتجات بما في ذلك السيارات والطائرات وفول الصويا.٨[108] فول الصويا هو أهم الصادرات الزراعية الأمريكية إلى الصين.[100]
- 5 أبريل: قال ترامب إنه يفكر في جولة أخرى من التعريفات الجمركية على واردات صينية إضافية بقيمة 100 مليار دولار ردًا على بكين.[109] في اليوم التالي، تلقت منظمة التجارة العالمية طلبًا من الصين لإجراء مشاورات بشأن التعريفات الجمركية الأمريكية الجديدة.[110]

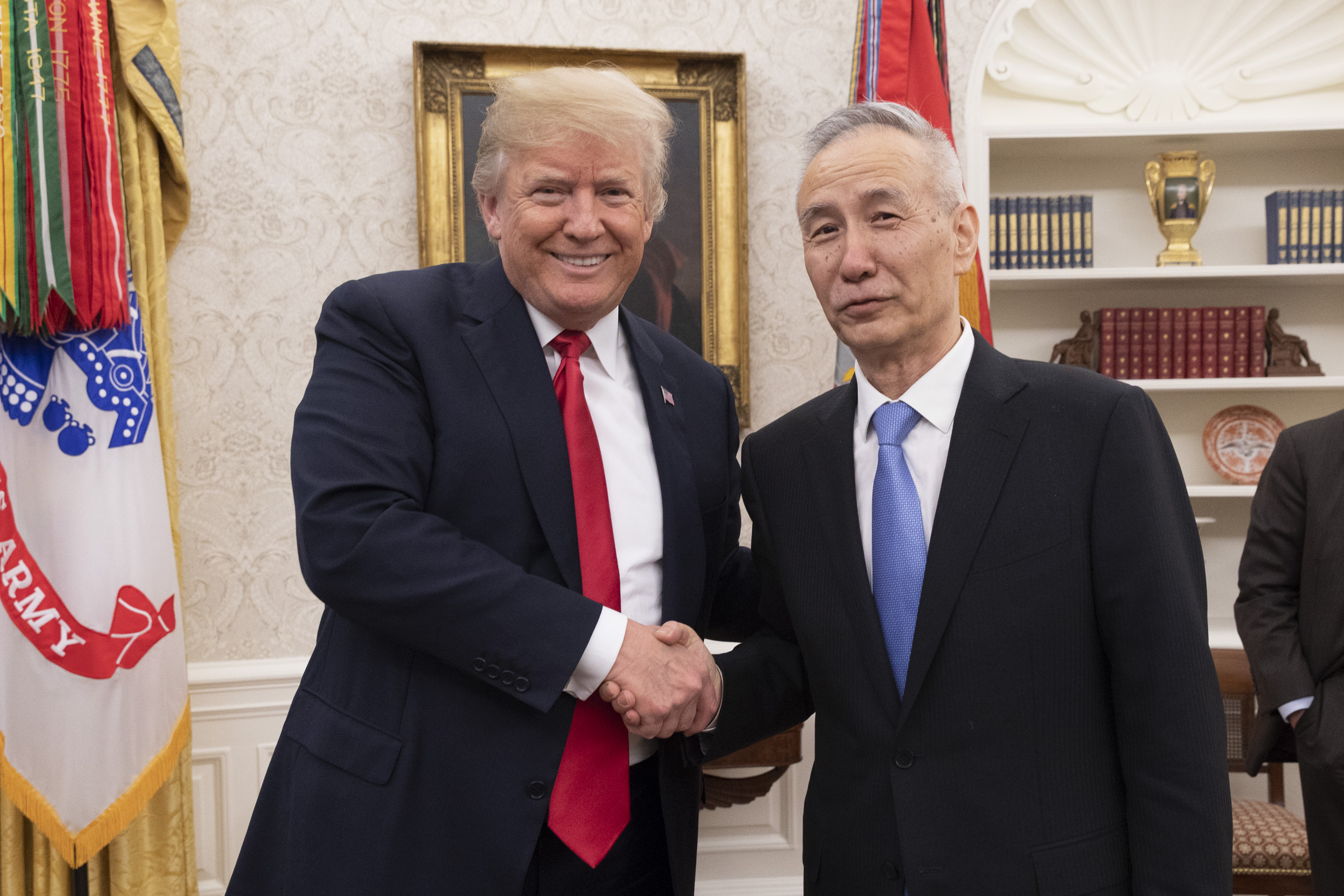
نائب رئيس مجلس الدولة الصيني ليو هي يلتقي بالرئيس الأمريكي دونالد ترامب في مايو 2018

- 9 مايو: ألغت الصين طلبيات فول الصويا المُصدّرة من الولايات المتحدة إليها. صرّح تشانغ شياو بينغ، المدير الصيني لمجلس تصدير فول الصويا الأمريكي، بأن المشترين الصينيين توقفوا ببساطة عن الشراء من الولايات المتحدة.[111]
- 15 مايو: قام نائب رئيس مجلس الدولة وعضو المكتب السياسي للحزب الشيوعي الصيني ليو هي، المستشار الاقتصادي الأعلى لرئيس الصين والأمين العام للحزب الشيوعي الصيني شي جين بينج ، بزيارة واشنطن لإجراء المزيد من المحادثات التجارية.[110][112]
- في 20 مايو/أيار، وافق المسؤولون الصينيون على "خفض كبير" للعجز التجاري الأمريكي مع الصين[113]، وذلك من خلال الالتزام بزيادة مشترياتها من السلع الأمريكية بشكل ملحوظ. ونتيجةً لذلك، أعلن وزير الخزانة ستيفن منوشين : "إننا نعلق الحرب التجارية".[114] وصرح بيتر نافارو، مدير المجلس الوطني للتجارة في البيت الأبيض، بأنه لم تكن هناك "حرب تجارية"، بل "نزاع تجاري، بكل بساطة. لقد خسرنا الحرب التجارية منذ زمن طويل".[115]
- 21 مايو: غرد ترامب قائلاً إن "الصين وافقت على شراء كميات هائلة من المنتجات الزراعية الإضافية"، على الرغم من أنه أوضح لاحقًا أن عمليات الشراء كانت مشروطة بإبرام "صفقة محتملة".[116]
- 29 مايو: أعلن البيت الأبيض أنه سيفرض تعريفة جمركية بنسبة 25% على سلع صينية بقيمة 50 مليار دولار أمريكي ذات "تكنولوجيا ذات أهمية صناعية"، وسيتم الإعلان عن القائمة الكاملة للمنتجات المتأثرة بحلول 15 يونيو.[117] كما خططت لفرض قيود استثمارية وضوابط تصدير مشددة على بعض الأفراد والمنظمات الصينية لمنعهم من الحصول على التكنولوجيا الأمريكية.[118] وقالت الصين إنها ستوقف محادثات التجارة مع واشنطن إذا فرضت عقوبات تجارية.[119]
- 15 يونيو: أعلن ترامب أن الولايات المتحدة ستفرض تعريفات جمركية بنسبة 25٪ على 50 مليار دولار من الصادرات الصينية. سيبدأ فرض تعريفات بقيمة 34 مليار دولار في 6 يوليو 2018، مع 16 مليار دولار أخرى تبدأ في وقت لاحق.[120][121][122] اتهمت وزارة التجارة الصينية الولايات المتحدة بشن حرب تجارية وقالت إن الصين سترد بالمثل بتعريفات جمركية مماثلة على الواردات الأمريكية، بدءًا من 6 يوليو.[123] بعد ثلاثة أيام، أعلن البيت الأبيض أن الولايات المتحدة ستفرض تعريفات جمركية إضافية بنسبة 10٪ على واردات صينية أخرى بقيمة 200 مليار دولار إذا ردت الصين على هذه التعريفات الأمريكية.[112]
- في 14 أغسطس/آب، قدّمت الصين شكوى إلى منظمة التجارة العالمية، مُشيرةً إلى أن الرسوم الجمركية الأمريكية على الألواح الشمسية الأجنبية تتعارض مع أحكام المنظمة، وقد زعزعت استقرار السوق العالمية لمنتجات الطاقة الشمسية الكهروضوئية. وأوضحت الصين أن التأثير الناتج عن ذلك أضرّ بشكل مباشر بمصالحها التجارية المشروعة. وصرح بنغ بنغ، الباحث في رابطة صناعة الطاقة المتجددة الصينية، بأن مشكلة الطاقة الشمسية قائمة منذ سنوات، ويعتقد أن الصين اختارت إثارة هذه المشكلة للحفاظ على وتيرة النزاع التجاري.[124]
- في 22 أغسطس/آب، التقى وكيل وزارة الخزانة الأمريكية ديفيد مالباس ونائب وزير التجارة الصيني وانغ شوين في واشنطن العاصمة في محاولة لإعادة فتح المفاوضات. وفي غضون ذلك، في 23 أغسطس/آب 2018، دخلت الرسوم الجمركية التي وعدت بها الولايات المتحدة والصين على سلع بقيمة 16 مليار دولار حيز التنفيذ،[125] وفي 27 أغسطس/آب 2018، قدمت الصين شكوى جديدة إلى منظمة التجارة العالمية ضد الولايات المتحدة بشأن الرسوم الجمركية الإضافية.[126]
- 17 سبتمبر: أعلنت الولايات المتحدة أن تعريفاتها الجمركية بنسبة 10٪ على بضائع صينية بقيمة 200 مليار دولار ستبدأ في 24 سبتمبر 2018، وترتفع إلى 25٪ بحلول نهاية العام. كما هددت بفرض تعريفات جمركية على واردات إضافية بقيمة 267 مليار دولار إذا ردت الصين،[127] وهو ما فعلته الصين على الفور في 18 سبتمبر بتعريفات جمركية بنسبة 10٪ على واردات أمريكية بقيمة 60 مليار دولار.[128][129] حتى الآن، فرضت الصين أو اقترحت تعريفات جمركية على بضائع أمريكية بقيمة 110 مليارات دولار، تمثل معظم وارداتها من المنتجات الأمريكية.[127]
- 10 نوفمبر: زعم مدير مجلس التجارة الوطني التابع للبيت الأبيض بيتر نافارو أن مجموعة من مليارديرات وول ستريت يقومون بعملية نفوذ نيابة عن الحكومة الصينية من خلال إضعاف الرئيس وموقف الولايات المتحدة التفاوضي، وحثهم على الاستثمار في حزام الصدأ.[130][131]
- 30 نوفمبر: وقّع الرئيس ترامب الاتفاقية بين الولايات المتحدة والمكسيك وكندا المُعدّلة في بوينس آيرس، الأرجنتين. تتضمن اتفاقية الولايات المتحدة والمكسيك وكندا بندًا يتعلق بـ"قواعد المنشأ" للسيارات، والذي "روّجت له إدارة ترامب كأداة لمنع دخول المدخلات الصينية وتشجيع الإنتاج والاستثمار في الولايات المتحدة وأمريكا الشمالية".[132]

- 1 ديسمبر: أُجِّلت الزيادات المخطط لها في الرسوم الجمركية. صرّح البيت الأبيض بأن الطرفين "سيبدآن فورًا مفاوضات بشأن التغييرات الهيكلية المتعلقة بنقل التكنولوجيا القسري، وحماية الملكية الفكرية، والحواجز غير الجمركية، والاختراقات الإلكترونية، والسرقة الإلكترونية".[133][134] ووفقًا لإدارة ترامب، "إذا لم يتوصل الطرفان إلى اتفاق في نهاية [90 يومًا]، فسيتم رفع الرسوم الجمركية من ١٠٪ إلى 25٪".[135][136] وأكد مكتب الممثل التجاري الأمريكي أن الموعد النهائي الصارم للتغييرات الهيكلية للصين هو 1 مارس 2019.[137][138]
- في 4 ديسمبر، صرّح جون ويليامز، رئيس بنك الاحتياطي الفيدرالي في نيويورك، بأنه يعتقد أن الاقتصاد الأمريكي سيبقى قويًا في عام 2019.[139] وتوقع ويليامز أن رفع أسعار الفائدة سيكون ضروريًا للحفاظ على الاقتصاد. وصرح قائلًا: "بالنظر إلى توقعات النمو القوي وسوق العمل القوية والتضخم القريب من هدفنا، ومع مراعاة جميع المخاطر المحيطة بالتوقعات، أتوقع أن تؤدي الزيادات التدريجية في أسعار الفائدة إلى تعزيز النمو الاقتصادي المستدام.[139]
- في 11 ديسمبر/كانون الأول، أعلن ترامب أن الصين تشتري "كميات هائلة" من فول الصويا الأمريكي. ولم يلحظ تجار السلع الأساسية أي دليل على هذه المشتريات، وعلى مدار الأشهر الستة التالية، انخفضت صادرات فول الصويا إلى الصين إلى حوالي ربع ما كانت عليه في عام 2017، قبل بدء النزاع التجاري.[140] وأفادت التقارير أن الصين اعتبرت شراء المنتجات الزراعية الأمريكية مشروطًا بإبرام اتفاقية تجارية شاملة.[141]

في هذا العام، سلّط تصاعد التوترات التجارية والقيود التكنولوجية الأمريكية الضوء على اعتماد الصين على التقنيات الأجنبية. وتزايد التركيز على تكنولوجيا المعلومات والاتصالات، وبدأ مصطلح "شينتشوانغ" (信创) يظهر بشكل متكرر في الوثائق الرسمية، مما يشير إلى تحوّل نحو تعزيز حلول تكنولوجيا المعلومات المحلية.

### 2019

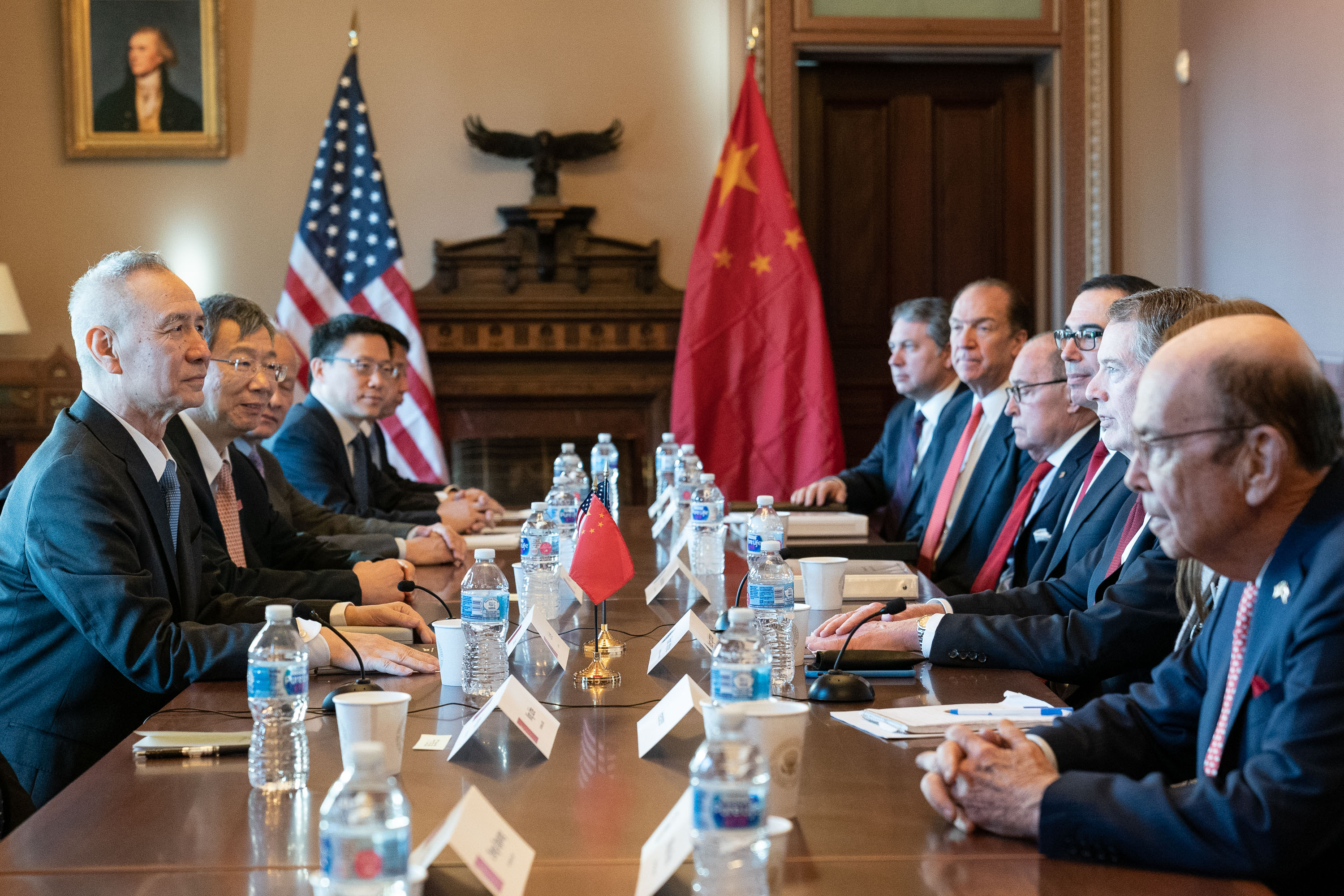
في 30 يناير 2019، أجرى نائب رئيس مجلس الدولة الصيني ليو هي الجولة الخامسة من المفاوضات التجارية رفيعة المستوى مع الممثل التجاري الأمريكي روبرت لايتهايزر ووزير الخزانة الأمريكي ستيفن منوشين.

- 14 يناير: ذكرت مقالة في صحيفة وول ستريت جورنال أن الفائض التجاري للصين مع الولايات المتحدة في عام 2018 بلغ رقمًا قياسيًا قدره 323.32 مليار دولار على الرغم من الرسوم الجمركية التي فرضها ترامب.[142]
- 6 مارس: أعلنت وزارة التجارة الأمريكية أن العجز التجاري الإجمالي للولايات المتحدة بلغ 621 مليار دولار في عام 2018، وهو أعلى مستوى له منذ عام 2008.[143]
- في 25 مارس، وقّع ماكرون وشي 15 اتفاقية تجارية بقيمة إجمالية بلغت 40 مليار يورو، بما في ذلك شراء طائرات إيرباص بقيمة 30 مليار يورو، وصادرات دجاج فرنسية، ومزرعة رياح بحرية فرنسية الصنع، وصندوق تعاون فرنسي صيني، والتزامات تمويل مشترك كبيرة بين بنك بي إن بي باريبا وبنك الصين. وتكهنت ريم ممتاز، الكاتبة في بوليتيكو، بأن هذه الاتفاقية "ستزيد الضغط على ترامب" لإبرام صفقة مع الحكومة الصينية.[144][145]

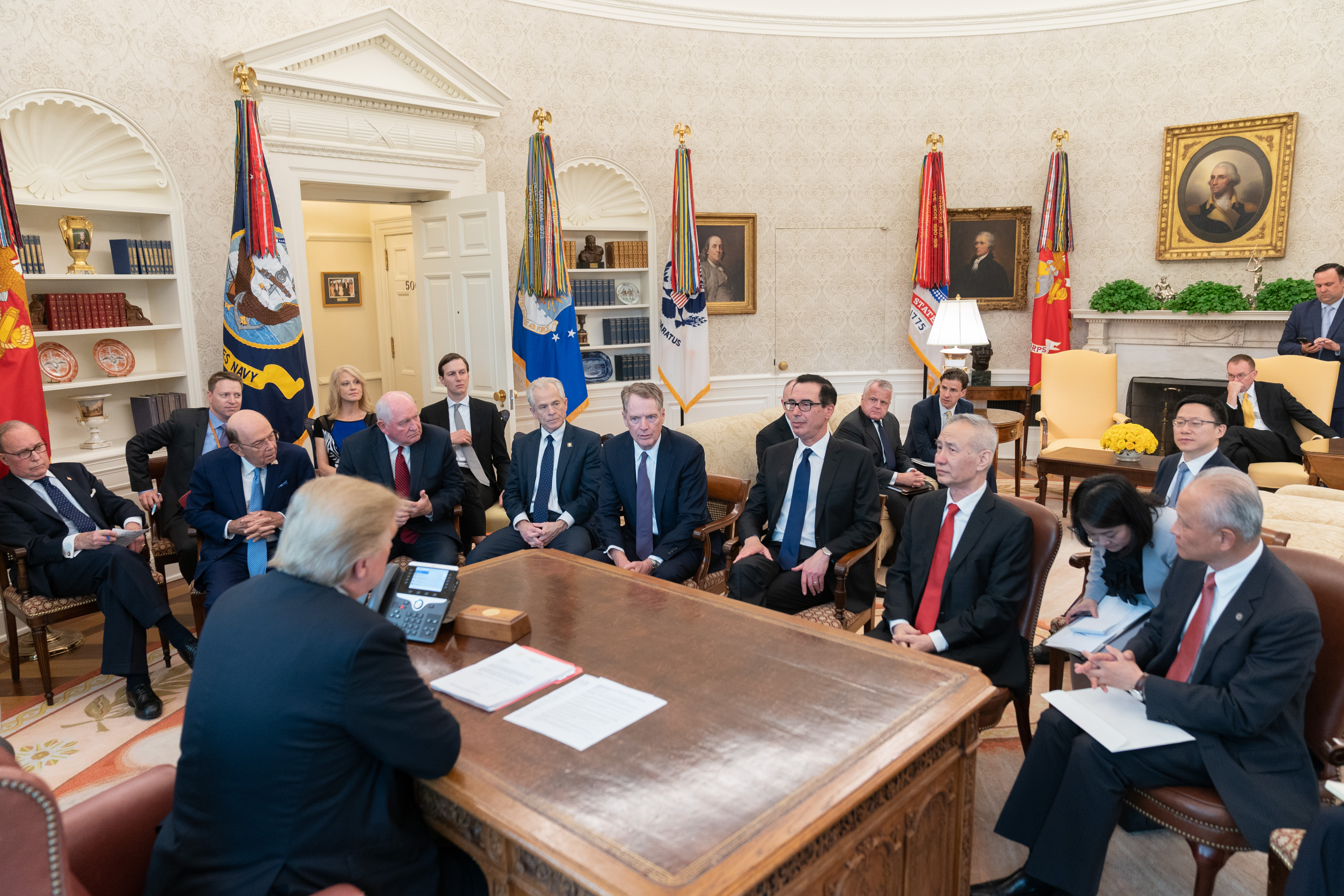
في 4 أبريل/نيسان 2019، استضاف الرئيس الأمريكي دونالد ترامب وفداً من المفاوضين الأمريكيين والصينيين في البيت الأبيض.

- 5 مايو: صرح ترامب بأن التعريفات الجمركية السابقة البالغة 10% المفروضة على سلع صينية بقيمة 200 مليار دولار سترتفع إلى 25% في 10 مايو.[146] وبإخطار من مكتب الممثل التجاري الأمريكي، نشر السجل الفيدرالي الأمريكي في 9 مايو تعديل الرسوم في أو بعد الساعة 12:01 صباحًا بالتوقيت الشرقي في 10 مايو إلى 25% للمنتجات الصينية التي يغطيها إجراء سبتمبر 2018.[147] والسبب المذكور هو أن الصين تراجعت عن الصفقات المتفق عليها بالفعل.[148]
- 9 مايو: صرّح ترامب بأن الرسوم الجمركية "تدفعها الصين في الغالب، بالمناسبة، وليس نحن". وخلص محللون اقتصاديون إلى أن هذا الادعاء غير صحيح، إذ إن الشركات والمستهلكين الأمريكيين هم من يدفعون الرسوم الجمركية في نهاية المطاف، إذ إن الأمثلة الواقعية على نجاح الرسوم الجمركية نادرة، ومستهلكو الدولة التي تفرض الرسوم الجمركية هم الضحايا الرئيسيون لها، إذ يدفعون أسعارًا أعلى. وصرح روس بوركهارت، أستاذ العلوم السياسية في جامعة ولاية بويز: "من غير الدقيق القول إن الدول تدفع رسومًا جمركية على السلع التجارية والاستهلاكية، فالمشترون والبائعون هم من يتحملون التكاليف". وأضاف بوركهارت: "يدفع المشترون الرسوم الجمركية عند شراء المنتجات الرائجة. ويخسر البائعون حصتهم السوقية عندما تُفرض أسعار مرتفعة على منتجاتهم".[149][150]
- 10 مايو 2019: رفعت الولايات المتحدة التعريفات الجمركية على بضائع صينية تقدر قيمتها بمائتي مليار دولار أمريكي بنسبة تتجاوز الضعف، من 10% إلى 25%. وعبرت الحكومة الصينية عن «أسفها» لهذا الإجراء وصرحت باتخاذ خطوات مضادة.[151]
- 15 مايو: وقّع ترامب الأمر التنفيذي رقم 13873، الذي أدرج هواوي على قائمة الكيانات المحظورة لدى وزارة التجارة. ووفقًا لرويترز، منعت هذه الخطوة هواوي من شراء قطع غيار ومكونات حيوية من شركات أمريكية دون موافقة خاصة، ومنعت فعليًا معداتها من شبكات الاتصالات الأمريكية لأسباب تتعلق بالأمن القومي.[152][153]
- 1 يونيو: سترفع الصين الرسوم الجمركية على سلع أمريكية بقيمة 60 مليار دولار.[154]

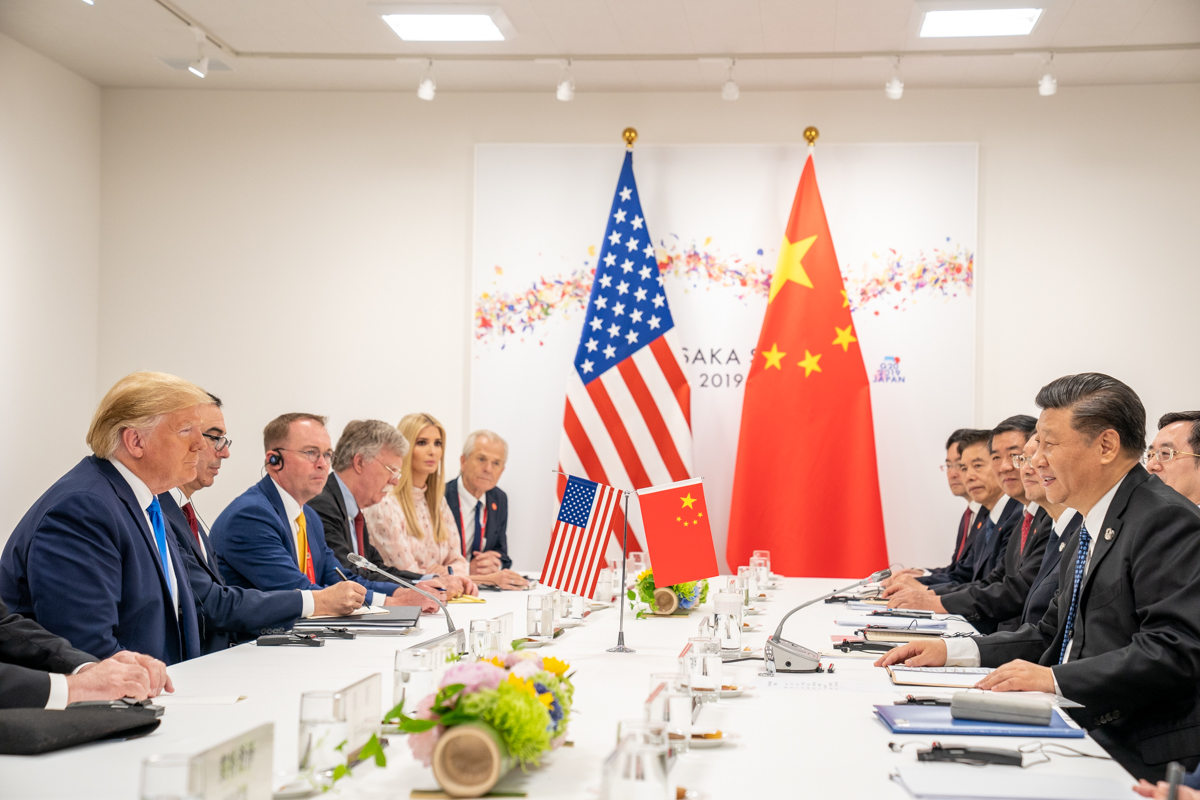
يعقد الرئيسين الأمريكي والصيني شي جين بينج ودونالد ترامب محادثات ثنائية في قمة مجموعة العشرين في أوساكا في 29 يونيو 2019.

- 29 يونيو: خلال قمة مجموعة العشرين في أوساكا، أعلن ترامب أنه وشي جين بينغ اتفقا على "هدنة" في الحرب التجارية بعد محادثات مطولة. ستظل الرسوم الجمركية السابقة سارية، ولكن لن تُفرض أي رسوم جمركية مستقبلية "في الوقت الحالي" وسط استئناف المفاوضات. بالإضافة إلى ذلك، صرّح ترامب بأنه سيسمح للشركات الأمريكية ببيع منتجاتها لشركة هواوي، لكن الشركة ستبقى مدرجة على قائمة الكيانات الأمريكية المحظورة.[155] أصبح مدى تطبيق هذه الخطة لإعفاء هواوي مؤقتًا من الحظر السابق غير واضح لاحقًا، وفي الأسابيع التي تلت، لم تكن هناك أي مؤشرات واضحة على إلغاء حظر هواوي.[156][157]
- 29 يونيو: بعد اجتماع مع الزعيم الصيني شي جين بينغ، أعلن ترامب أن "الصين ستشتري كميات هائلة من المنتجات الغذائية والزراعية، وستبدأ ذلك قريبًا جدًا، على الفور تقريبًا".[158] رفضت الصين هذا الالتزام، وبعد شهر واحد لم تتحقق أي من هذه المشتريات.[141][159]
- 11 يوليو: غرّد ترامب قائلاً: "الصين تخذلنا لأنها لم تشترِ المنتجات الزراعية من مزارعينا العظماء كما وعدت". وأفادت مصادر مطلعة على مفاوضات التجارة أن الصين لم تُقدّم أي التزامات ثابتة بشراء المنتجات الزراعية إلا إذا كان ذلك جزءًا من اتفاقية تجارية شاملة.[141]
- 15 يوليو: أظهرت الأرقام الرسمية الصادرة عن الصين أن نمو الناتج المحلي الإجمالي في الربع الثاني هو الأبطأ منذ 27 عامًا.[160]
- 17 يوليو: أعلنت الصين عن تخفيض متسارع في حيازاتها من سندات الخزينة الأميركية، مستهدفة 25% من حيازاتها الحالية البالغة 1.1 تريليون دولار.[161]
- 1 أغسطس: أعلن ترامب على تويتر أنه سيتم فرض رسوم جمركية إضافية بنسبة 10% على "البضائع المتبقية بقيمة 300 مليار دولار".[162]
- 5 أغسطس: سمح البنك المركزي الصيني للرنمينبي بالهبوط بأكثر من 2% في ثلاثة أيام إلى أدنى مستوى له منذ عام 2008، حيث تأثر بالمبيعات القوية بسبب تهديد التعريفات الجمركية.[163]
- 5 أغسطس: أعلنت وزارة الخزانة الأمريكية رسميًا الصين دولة متلاعبة بالعملة بعد أن سمح بنك الشعب الصيني بانخفاض قيمة اليوان، والذي اعتبر، وفقًا لشبكة CNN، بمثابة رد انتقامي على إعلان ترامب عن التعريفة الجمركية في 1 أغسطس.[164] ووفقًا لمقال في صحيفة واشنطن بوست، ورد أن ترامب ضغط على وزارة الخزانة ستيفن منوشين للموافقة على هذا التصنيف. وقد رفض كل من صندوق النقد الدولي والحكومة الصينية هذا التصنيف، حيث قال صندوق النقد الدولي إن تقييم اليوان يتماشى مع الأساسيات الاقتصادية للصين.[163][165]
- في 5 غسطس، أمرت الصين الشركات المملوكة للدولة بالتوقف عن شراء المنتجات الزراعية الأمريكية ردًا على إعلان ترامب عن التعريفات الجمركية في الأول من أغسطس.[166] ووصف زيبي دوفال، رئيس اتحاد مكاتب المزارعين الأمريكية، هذه الخطوة بأنها "ضربة موجعة لآلاف المزارعين ومربي الماشية الذين يعانون بالفعل من أجل البقاء"، مضيفًا: "يخبرنا اقتصاديو مكتب المزارعين أن الصادرات إلى الصين انخفضت بمقدار 1.3 مليار دولار خلال النصف الأول من العام. والآن، نواجه خطر خسارة كل ما كان سوقًا بقيمة 9.1 مليار دولار في عام 2018، وهو انخفاض حاد عن 19.5 مليار دولار من صادرات المزارعين الأمريكيين إلى الصين في عام 2017."[167]
- 13 أغسطس: أظهرت الأرقام الرسمية من الصين أن نمو الناتج الصناعي انخفض إلى أدنى مستوى له في 17 عامًا وسط الحرب التجارية.[168]
- 13 أغسطس: أرجأ ترامب بعض التعريفات الجمركية، ستظل قيمة 112 مليار دولار سارية في الأول من سبتمبر (وهذا يعني أنه في الأول من سبتمبر، ستواجه منتجات صينية بقيمة إجمالية 362 مليار دولار، بما في ذلك 112 مليار دولار المفروضة حديثًا، تعريفة جمركية)، ولكن المبلغ الإضافي الذي لم يُفرض بعد، 160 مليار دولار، لن يدخل حيز التنفيذ حتى 15 ديسمبر.[169] قال ترامب ومستشاروه بيتر نافارو وويلبر روس ولاري كودلو إن التعريفات الجمركية تم تأجيلها لتجنب الإضرار بالمستهلكين الأمريكيين خلال موسم التسوق في عيد الميلاد.[170]
- 23 أغسطس: أعلنت وزارة المالية الصينية عن جولات جديدة من الرسوم الجمركية الانتقامية على سلع أمريكية بقيمة 75 مليار دولار، اعتبارًا من الأول من سبتمبر.[171]
- 23 أغسطس: أعلنت وزارة المالية الصينية عن جولات جديدة من الرسوم الجمركية الانتقامية على سلع أمريكية بقيمة 75 مليار دولار، اعتبارًا من الأول من سبتمبر.[172]
- في 23 أغسطس/آب، غرّد ترامب بأنه "أمر" الشركات الأمريكية "بالبدء فورًا في البحث عن بديل للصين". ووفقًا لمقال نُشر في صحيفة نيويورك تايمز، صرّح مساعدو ترامب بأنه لم يُصاغ أي أمر، ولم يكن من الواضح أنه سيُصاغ. وفي تغريدة في اليوم التالي، قال ترامب إنه يملك السلطة لتنفيذ تهديده، مستشهدًا بقانون الصلاحيات الاقتصادية الطارئة الدولية لعام 1977.[173] علاوة على ذلك، ستُرفع الرسوم الجمركية من 25٪ إلى 30٪ على البضائع الصينية الحالية بقيمة 250 مليار دولار اعتبارًا من 1 أكتوبر/تشرين الأول 2019، ومن 10٪ إلى 15٪ على البضائع المتبقية بقيمة 300 مليار دولار اعتبارًا من 15 ديسمبر/كانون الأول 2019.[174]
- في 26 أغسطس/آب، خلال قمة مجموعة الدول الصناعية السبع، صرّح ترامب قائلاً: "اتصلت الصين الليلة الماضية بكبار مسؤولي التجارة لدينا وقالت: دعونا نعود إلى طاولة المفاوضات، وسنعود إليها، وأعتقد أنهم يريدون فعل شيء ما. لقد تضرروا بشدة، لكنهم يدركون أن هذا هو الشيء الصحيح الذي يجب فعله، وأنا أحترمهم كثيرًا".[174] وصرح المتحدث باسم وزارة الخارجية الصينية، جينغ شوانغ، بأنه لا علم له بمثل هذه المكالمة،[175] وصرح مساعدو ترامب لاحقًا بأن المكالمة لم تحدث، لكن الرئيس كان يحاول إظهار التفاؤل.[176]
- 28 أغسطس: أرسلت منظمة "أمريكيون من أجل التجارة الحرة"، وهي مجموعة شاملة تضم 161 جمعية تجارية في العديد من الصناعات،[177] رسالة إلى ترامب تطلب منه تأجيل جميع الزيادات المقررة في التعريفات الجمركية.[178] وفي اليوم التالي، قال ترامب: "إن الشركات التي تُدار بشكل سيئ والضعيفة تُلقي باللوم بذكاء على هذه التعريفات الصغيرة بدلاً من نفسها على سوء الإدارة".[179]
- في الأول من سبتمبر/أيلول، دخلت الرسوم الجمركية الأمريكية والصينية الجديدة، التي أُعلن عنها سابقًا، حيز التنفيذ في الساعة 12:01 ظهرًا بتوقيت شرق الولايات المتحدة. فرضت الصين رسومًا جمركية تتراوح بين 5% و10% على ثلث السلع التي تستوردها من أمريكا، والبالغ عددها 5078 سلعة، ومن المقرر فرض رسوم جمركية على الباقي في 15 ديسمبر/كانون الأول.[180] وفرضت الولايات المتحدة رسومًا جمركية جديدة بنسبة 15% على حوالي 112 مليار دولار من الواردات الصينية، مما أدى إلى فرض رسوم جمركية على أكثر من ثلثي السلع الاستهلاكية المستوردة من الصين.[181]
- في 4 سبتمبر، أكد مكتب الممثل التجاري للولايات المتحدة ووسائل الإعلام الرسمية الصينية أن الاجتماعات على مستوى النواب في منتصف سبتمبر ستؤدي إلى محادثات على مستوى الوزراء في الأسابيع المقبلة.[182][183] وفي الوقت نفسه، أصدرت وزارة التجارة الأمريكية قرارات أولية بفرض رسوم إغراق على الفولاذ الهيكلي المُصنّع من كندا والصين والمكسيك. علاوة على ذلك، وُجدت الصين مسؤولة عن إغراق الولايات المتحدة بما يصل إلى 141.38% من الفولاذ الهيكلي المُصنّع، مما دفع هيئة الجمارك وحماية الحدود الأمريكية إلى تحصيل ودائع نقدية بنفس المعدل، وفقًا لتعليمات وزارة التجارة.[184]
- 6 سبتمبر: أعلن بنك الشعب الصيني عن خفض نسبة الاحتياطي الإلزامي بنسبة 0.5 في المائة استجابة لتباطؤ معدلات النمو الاقتصادي في الصين بسبب الحرب التجارية.[185]
- 11 سبتمبر: بعد أن أعلنت الصين أنها ستعفي 16 نوعًا من المنتجات الأمريكية من الرسوم الجمركية لمدة عام واحد، أعلن ترامب أنه سيؤجل حتى 15 أكتوبر زيادة الرسوم الجمركية على السلع الصينية المقررة مسبقًا في الأول من أكتوبر. وأكد ترامب أنه منح التأخير بناءً على طلب نائب رئيس مجلس الدولة الصيني ليو هي.[186][187]
- 12 سبتمبر: أفادت بلومبرغ نيوز وبوليتيكو أن مستشاري ترامب كانوا قلقين بشكل متزايد من أن الحرب التجارية كانت تضعف الاقتصاد الأمريكي قبل الحملة الانتخابية لعام 2020 وكانوا يناقشون سبل التوصل إلى اتفاق مؤقت محدود.[188][189] وذكرت صحيفة وول ستريت جورنال أن الصين كانت تسعى إلى تضييق نطاق المفاوضات لوضع مسائل الأمن القومي على مسار منفصل عن قضايا التجارة.[190]
- 13 سبتمبر: ألغت الصين زيادة الرسوم الجمركية على فول الصويا، والتي فرضتها في عام 2018.:[191] 78
- 26 سبتمبر: ذكرت صحيفة وول ستريت جورنال أن الرسوم الجمركية الانتقامية الصينية على الأخشاب ومنتجات الأخشاب تسببت في انخفاض صادرات الأخشاب الصلبة إلى الصين بنسبة 40٪ خلال عام 2019، مما أدى إلى خفض مصانع الأخشاب الأمريكية للعمالة.[192] وقال متحدث باسم وزارة الزراعة الأمريكية إن المنظمة قدمت للصناعة 5 ملايين دولار كمساعدات من خلال برنامجها لتعزيز التجارة الزراعية.[193]
- في 7 أكتوبر/تشرين الأول، أدرجت وزارة التجارة الأمريكية 20 مكتبًا صينيًا للأمن العام وثماني شركات تقنية متقدمة، مثل هيكفيجن وسينس تايم وميغفي، على قائمة الكيانات الخاضعة للوائح إدارة التصدير، مستشهدةً بقضايا حقوق الإنسان. ومثل هواوي، التي فُرضت عليها عقوبات مماثلة لأسباب تتعلق بالأمن القومي، ستحتاج هذه الكيانات إلى موافقة الحكومة الأمريكية قبل أن تتمكن من شراء مكونات من الشركات الأمريكية.[194]

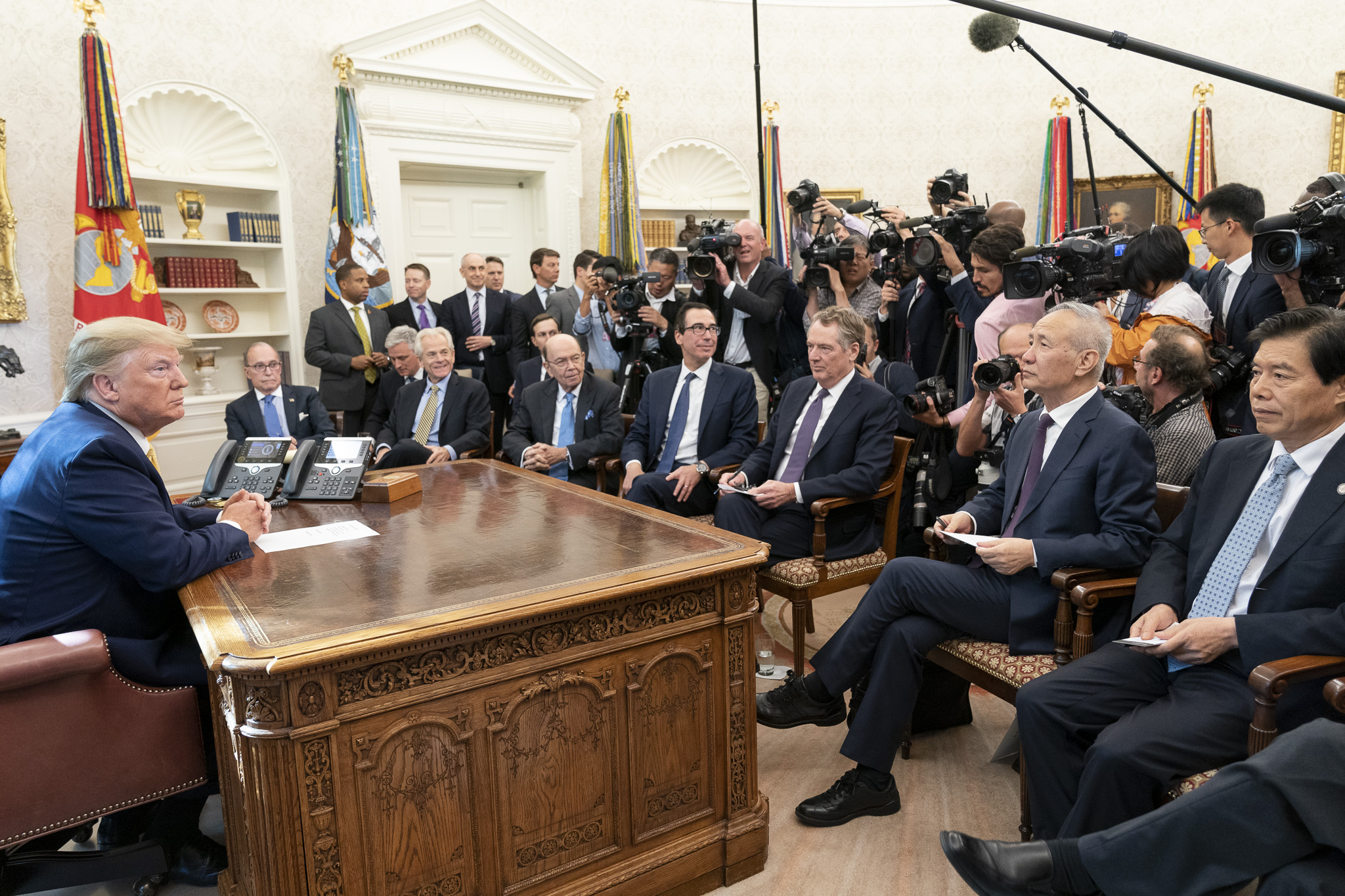
في 11 أكتوبر/تشرين الأول 2019، استضاف الرئيس الأمريكي دونالد ترامب وفداً من المفاوضين الأمريكيين والصينيين في البيت الأبيض.

- 11 أكتوبر: أعلن ترامب أن الولايات المتحدة والصين قد توصلتا إلى اتفاق مبدئي بشأن "المرحلة الأولى" من صفقة تجارية، حيث وافقت الصين على شراء ما يصل إلى 50 مليار دولار من المنتجات الزراعية الأمريكية، وقبول المزيد من الخدمات المالية الأمريكية في سوقها، مع موافقة الولايات المتحدة على تعليق التعريفات الجمركية الجديدة المقرر فرضها في 15 أكتوبر. وكان من المتوقع الانتهاء من الصفقة في الأسابيع المقبلة.[195][196] في الوقت نفسه، لم تعبر التصريحات الصينية عن نفس الثقة،[197] على الرغم من أن وزارة الخارجية الصينية صرحت بعد بضعة أيام أن الجانبين لديهما نفس الفهم وقد توصلا إلى اتفاق.[198]
- 17 أكتوبر: أظهرت الأرقام الرسمية الصادرة عن الصين أن نمو الناتج المحلي الإجمالي في الربع الثالث هو الأبطأ منذ ما يقرب من 30 عامًا.[199]
- ديسمبر: أشارت تقارير إعلامية إلى أن الصين أمرت الهيئات الحكومية والمؤسسات العامة بإزالة معدات وبرامج الحاسوب الأجنبية خلال ثلاث سنوات، وفقًا لاستراتيجية استبدال "3-5-2". ورغم عدم تأكيد هذه الخطوة رسميًا، إلا أنها اعتُبرت جزءًا من مبادرة ITAI. وُجّهت زيادة التمويل ودعم السياسات لشركات تكنولوجيا المعلومات المحلية لتسريع تطوير التقنيات المحلية.
- 13 ديسمبر: أعلن البلدان عن اتفاق مبدئي يقضي بعدم تطبيق التعريفات الجمركية الجديدة التي كان من المقرر فرضها بشكل متبادل في ١٥ ديسمبر. أعلنت الصين أنها "ستزيد مشترياتها من المنتجات الزراعية عالية الجودة من الولايات المتحدة"، بينما أعلنت الولايات المتحدة أنها ستخفض التعريفات الجمركية الحالية البالغة 15٪ إلى النصف.[200][201][202]
- 31 ديسمبر: ذكرت صحيفة وول ستريت جورنال أن لغة المرحلة الأولى من الاتفاق من المتوقع أن يتم الكشف عنها بعد التوقيع في 15 يناير، وأن لايتهايزر قال إن بعض التفاصيل ستكون سرية.[203]

### 2020

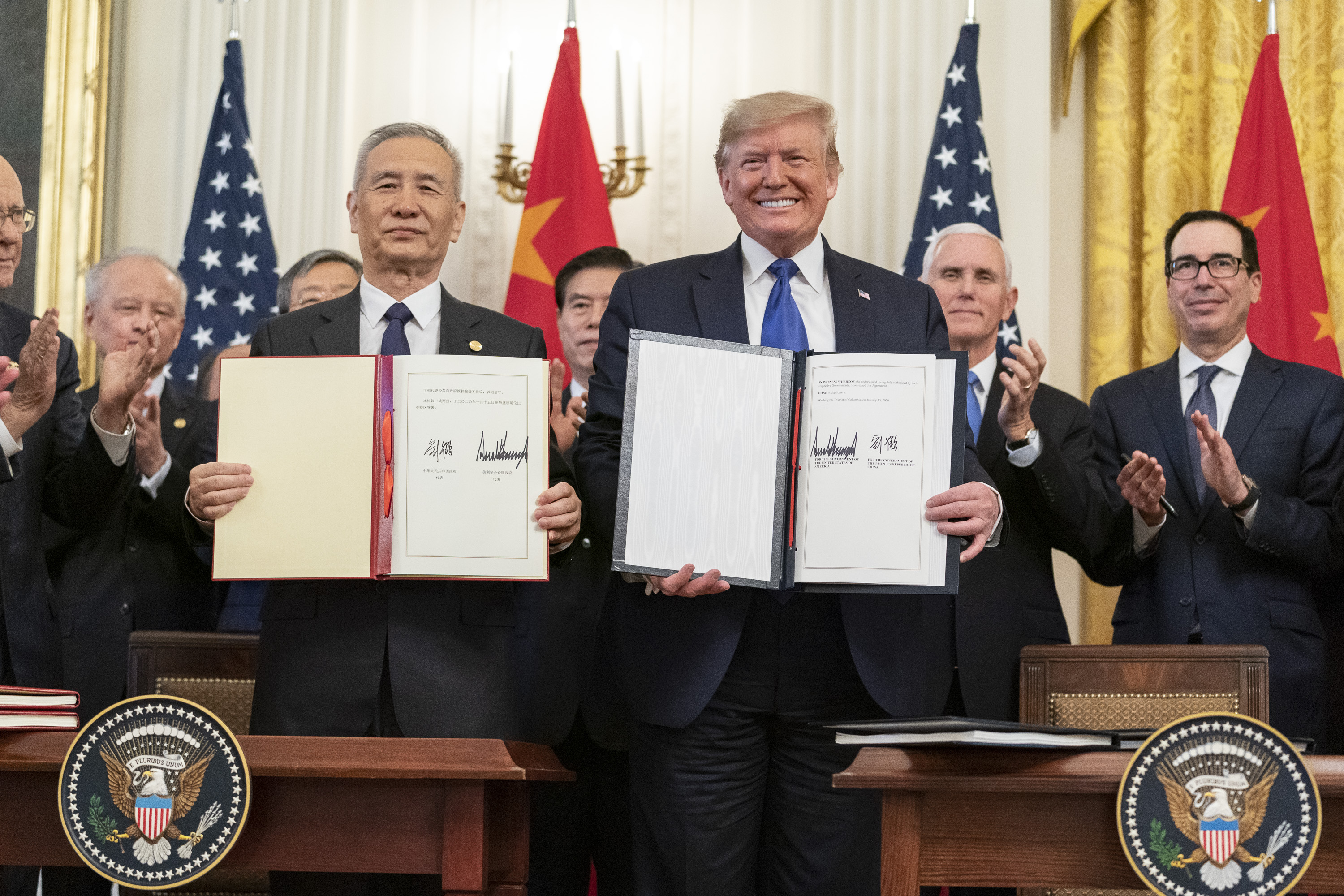
ترامب وليو هي يوقعان على المرحلة الأولى من الاتفاق التجاري في يناير 2020.

- 3 يناير: ذكرت وكالة رويترز أن قطاع التصنيع الأمريكي سقط في ديسمبر 2019 في أعمق ركود له منذ أكثر من عقد من الزمان، وعزت ذلك إلى الحرب التجارية بين الولايات المتحدة والصين.[204]
- 15 يناير: وقع الرئيس الأمريكي دونالد ترامب ونائب رئيس الوزراء الصيني ليو هي اتفاقية التجارة المرحلة الأولى بين الولايات المتحدة والصين في واشنطن العاصمة.[205][206] من المقرر أن تدخل "الاتفاقية الاقتصادية والتجارية بين الولايات المتحدة الأمريكية وجمهورية الصين الشعبية" حيز التنفيذ اعتبارًا من 14 فبراير 2020، وتركز على حقوق الملكية الفكرية (الفصل 1)، ونقل التكنولوجيا (الفصل 2)، والمنتجات الغذائية والزراعية (الفصل 3)، والخدمات المالية (الفصل 4)، ومسائل سعر الصرف والشفافية (الفصل 5)، وتوسيع التجارة (الفصل 6)، مع الإشارة أيضًا إلى إجراءات التقييم الثنائي وحل النزاعات في الفصل 7.[207] تسمح الاتفاقية لأحد الطرفين بطلب مشاورات إضافية في حالة وقوع "كارثة طبيعية أو حدث غير متوقع آخر".[208][209][210] وعلى النقيض من اتفاقيات التجارة الأخرى، فإن اتفاقية المرحلة الأولى بين الولايات المتحدة والصين لم تعتمد على التحكيم من خلال منظمة حكومية دولية مثل منظمة التجارة العالمية، بل من خلال آلية ثنائية.[211][212]
- 17 يناير: أظهرت الأرقام الرسمية الصادرة عن الصين أن معدل النمو الاقتصادي في عام 2019 انخفض إلى أدنى مستوى له في 30 عامًا وسط الحرب التجارية.[213][214]
- 5 فبراير: أظهرت بيانات وزارة التجارة الأمريكية انخفاض العجز التجاري للبلاد وسط الحرب التجارية لأول مرة منذ 6 سنوات.[215]
- 17 فبراير: منحت الصين إعفاءات جمركية على 696 سلعة أمريكية لدعم المشتريات.[216]
- 5 مارس: منح الممثل التجاري للولايات المتحدة إعفاءات من الرسوم الجمركية على أنواع مختلفة من المعدات الطبية، بعد دعوات من المشرعين الأمريكيين وغيرهم لإزالة الرسوم الجمركية على هذه المنتجات في ضوء جائحة فيروس كورونا في الولايات المتحدة.[217]
- 12 مايو: أعلنت الحكومة الصينية عن إعفاءات من الرسوم الجمركية على 79 سلعة أمريكية إضافية.[218]
- 14 مايو: أعلنت الحكومة الصينية أنها ستسمح باستيراد الشعير والتوت الأزرق من الولايات المتحدة.[219]
- اعتبارًا من يونيو، عادت الصين لتصبح الشريك التجاري الأول للولايات المتحدة، في ظل الأزمة العالمية الناجمة عن جائحة فيروس كورونا. ومع ذلك، كانت الدولتان في طريقهما إلى عدم تحقيق أهداف اتفاقية التجارة، وهو ما كان سيصعب تحقيقه حتى في ظل ظروف اقتصادية قوية، وفقًا لتشاد براون من معهد بيترسون للاقتصاد الدولي وتشنجون بان من رابوبانك . وقد زاد الضرر الاقتصادي والحواجز التجارية الناجمة عن الجائحة من صعوبة تحقيق هذه الأهداف.[220]
- 15 سبتمبر: خلصت لجنة من ثلاثة أعضاء تابعة لمنظمة التجارة العالمية إلى أن الرسوم الجمركية التي فرضتها إدارة ترامب تنتهك قواعد التجارة العالمية، لأنها طُبّقت على الصين فقط، وأنها تجاوزت الحد الأقصى للرسوم الجمركية التي وافقت عليها الولايات المتحدة، دون تفسير كافٍ. وردّ لايتهايزر بأن النتيجة أظهرت أن "منظمة التجارة العالمية غير كفؤة على الإطلاق لوقف الممارسات التكنولوجية الضارة للصين".[221]
- في 26 سبتمبر/أيلول، فرضت وزارة التجارة الأمريكية قيودًا على الشركة الدولية لتصنيع أشباه الموصلات (SMIC)، أكبر شركة صينية لتصنيع الرقائق، حيث رأت أن المعدات الموردة إليها تُشكل "خطرًا غير مقبول" ويمكن استخدامها لأغراض عسكرية. وبموجب هذه القيود، مُنع الموردون من تصدير الرقاقة دون ترخيص.[222]
- 8 نوفمبر: وقع الرئيس دونالد ترامب أمرًا تنفيذيًا يحظر على الأمريكيين الاستثمار في أسهم الشركات التي لها علاقات بالجيش الصيني. سيتم حظر المعاملات الجديدة اعتبارًا من 11 يناير 2021، بينما سيكون لدى المستثمرين الذين يمتلكون بالفعل مثل هذه الأسهم حتى نوفمبر 2021 للتخلص منها.[223][224] في 6 يناير 2021، أعلنت بورصة نيويورك أنها ستلغي إدراج الأسهم المتعلقة بشركة China Mobile و China Telecom و China Unicom.[225][226] كما أعلن مزود المؤشر MSCI أنه سيتوقف عن تضمين China Mobile وChina Telecom وChina Unicom في مؤشراته المرجعية.[227][228]
- بحلول نهاية عام 2020، لم تحقق الصين والولايات المتحدة سوى 58% من أهداف الصادرات الأمريكية إلى الصين بموجب اتفاقية المرحلة الأولى التجارية. وقد اعتُبر ذلك دليلاً على عدم واقعية الأهداف الأصلية.[229][230] وصرح معهد بيترسون للاقتصاد الدولي، ومقره الولايات المتحدة، بأن الصين "فشلت فشلاً ذريعاً" في تحقيق أهدافها المتعلقة بالواردات، وأن "جزءاً كبيراً من الاتفاق كان فاشلاً".[231]

### 2021
- 13 يناير: حظرت إدارة ترامب منتجات القطن والطماطم التي منشأها شينجيانغ، بما في ذلك المنتجات المصنعة خارج الصين ولكنها تستخدم القطن والطماطم من شينجيانغ، بسبب مزاعم العمل القسري.[232]
- في 20 يناير/كانون الثاني، غادر ترامب منصبه، وتولّى جو بايدن رئاسة الولايات المتحدة . صرّح بايدن بأنه لا يملك خططًا فوريةً لرفع الرسوم الجمركية، وأنه يعتزم مراجعة المرحلة الأولى من الاتفاق التجاري ومناقشة الأمر مع الحلفاء أولًا[233]
- 20 يناير: فرضت الصين عقوبات على وزير الخارجية الأمريكي المنتهية ولايته مايك بومبيو، ووزير الصحة والخدمات الإنسانية السابق أليكس عازار، ووكيل وزارة الخارجية السابق كيث جيه كراتش، والسفيرة الأمريكية المنتهية ولايتها لدى الأمم المتحدة كيلي نايت كرافت، و24 مسؤولاً سابقًا آخرين في إدارة ترامب.[234] ووصف مجلس الأمن القومي التابع لبايدن العقوبات بأنها "غير منتجة وساخرة".[235]
- في 22 فبراير/شباط، دعا وزير الخارجية الصيني وانغ يي الرئيس الأمريكي جو بايدن إلى رفع القيود المتعددة التي فرضها ترامب. وخلال منتدى لوزارة الخارجية حول العلاقات الأمريكية الصينية، حثّ إدارة بايدن على رفع العقوبات المفروضة على التجارة والتواصل بين الشعبين، مطالبًا إياها بالتوقف عن التدخل في الشؤون الداخلية للصين.[236]

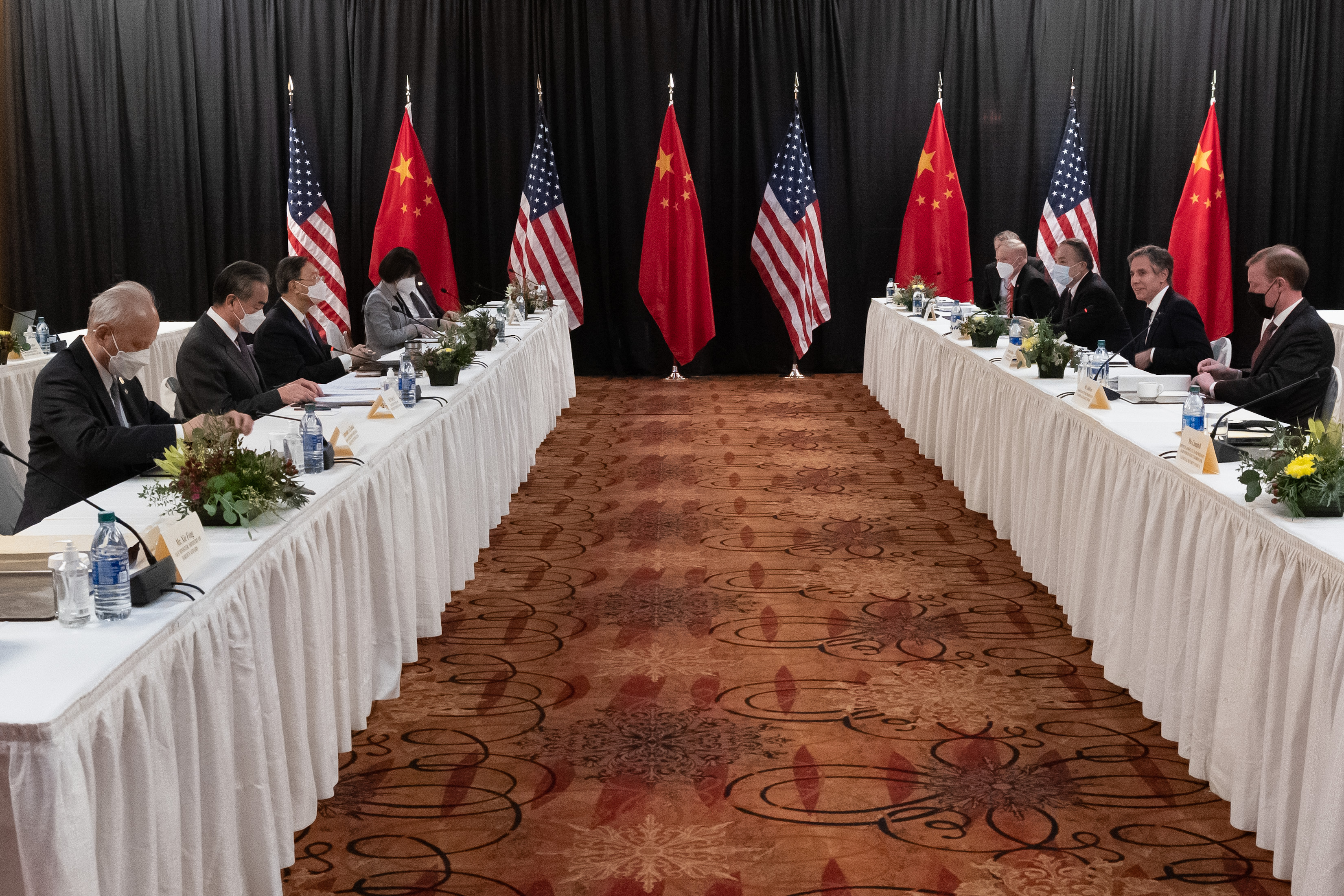
تمثل المحادثات بين الولايات المتحدة والصين في ألاسكا أول لقاء مباشر بين كبار المسؤولين من الولايات المتحدة والصين منذ تولي الرئيس جو بايدن منصبه.

- 18-19 مارس: عقدت محادثات رفيعة المستوى في أنكوريج، ألاسكا لمناقشة الخلافات الجيوسياسية الرئيسية.[237][238]
- مارس: تم إصدار الخطة الخمسية الرابعة عشرة (2021-2025) التي تؤكد على الاعتماد على الذات والابتكار التكنولوجي كأولويات وطنية، وتعزيز أهداف معهد تكنولوجيا المعلومات والاتصالات في مختلف القطاعات، بما في ذلك الرعاية الصحية.
- في مايو ويونيو 2021، استمرت المناقشات بين مسؤولين رفيعي المستوى، بمن فيهم ليو هي ووانغ وينتاو من الصين، وكاثرين تاي وجانيت يلين وجينا رايموندو من الولايات المتحدة. ووصفت وزارة التجارة الصينية المحادثات بأنها صريحة ومثمرة وعملية،[239] بينما أعرب تاي ويلين عن تطلعهما إلى مزيد من الحوار.[240]

### 2022
- 9 ديسمبر: قضت منظمة التجارة العالمية بأن الرئيس الأمريكي السابق دونالد ترامب انتهك قواعد التجارة العالمية عام 2018 برسوم إدارته الجمركية على الصلب والألمنيوم. إلا أن إدارة بايدن طعنت في قرارات اللجنة، وأكدت أنها لن تلغي الرسوم الجمركية التي فرضها ترامب سابقًا.[241] وانتقدت بروكسل الولايات المتحدة لرفضها قرار منظمة التجارة العالمية. وصرح بيرند لانج، رئيس لجنة التجارة الدولية في البرلمان الأوروبي، قائلاً: "إن رد فعل الولايات المتحدة المتمثل في رفض القرار ببساطة أمر غير مفهوم. علينا إجراء مناقشة صادقة مع الولايات المتحدة لمعرفة ما إذا كانت تتجه نحو التخلي عن نظام تجاري قائم على القواعد، وما إذا كان بإمكاننا إنقاذ النظام الحالي، وكيف يمكننا ذلك".[242]
- في 21 ديسمبر/كانون الأول، قضت منظمة التجارة العالمية بأن الولايات المتحدة انتهكت قواعد التجارة العالمية لادعائها أن المنتجات المستوردة من هونغ كونغ يمكن تصنيفها على أنها قادمة من الصين. رحبت حكومة هونغ كونغ بالحكم، وصرح وزير التجارة والتنمية الاقتصادية فيها، ألجيرنون ياو، بأن "متطلبات وضع علامات المنشأ المعدلة ذات دوافع سياسية" و"محاولة عبثية للتدخل في الشؤون الداخلية لهونغ كونغ من خلال استغلال التجارة كسلاح". رفضت الولايات المتحدة الحكم، وأعربت عن عدم نيتها الالتزام به. وصرح المتحدث باسم الممثل التجاري للولايات المتحدة، آدم هودج، بأن الولايات المتحدة ردت على "إجراءات مثيرة للقلق" من جانب الصين لتقويض استقلال هونغ كونغ وحقوق شعبها الديمقراطية والإنسانية، وبالتالي تُعتبر تهديدًا للأمن القومي للولايات المتحدة. ومع ذلك، رفضت لجنة منظمة التجارة العالمية اعتبار التوترات بين الولايات المتحدة وهونغ كونغ قد تفاقمت لتتحول إلى "حالة طوارئ في العلاقات الدولية"، وهو الحد الأدنى المطلوب للحصول على استثناء.[243]
- 2022: بدأت الصين بوضع سياسات خاصة بكل قطاع، مع مواصلة تطوير اللوائح والمعايير لفرض اعتماد التقنيات المحلية في القطاعات الحيوية. وروجت العديد من الهيئات الحكومية والقطاعية علنًا لمبادرة ITAI من خلال المؤتمرات والبيانات الرسمية ووثائق السياسات.

### 2023
- 27 يناير: أعلن المفوض الأوروبي للسوق الداخلية تيري برايتون أن الاتحاد الأوروبي سينضم إلى الولايات المتحدة في منع بيع التكنولوجيا للصين والتي من شأنها أن تسمح لها بإنتاج رقائق أشباه الموصلات المتقدمة.[244]
- 17 فبراير: توسعت الصين في قائمة الكيانات غير الموثوقة لتشمل رايثيون ولوكهيد مارتن.[245]
- 18-19 يونيو: زار وزير الخارجية الأمريكي أنتوني بلينكن الصين، وهي أول زيارة لوزير خارجية منذ عام 2018.[246] التقى بلينكن بوزير الخارجية الصيني تشين جانج، ومدير مكتب لجنة الشؤون الخارجية في الحزب الشيوعي الصيني وانغ يي، والأمين العام للحزب الشيوعي الصيني شي جين بينغ. سعى بلينكن إلى توضيح الموقف الاقتصادي للولايات المتحدة تجاه الصين، قائلاً: "نحن نؤيد تقليل المخاطر وتنويع الاقتصاد"، مؤكداً أن الولايات المتحدة لا تسعى لاحتواء الصين اقتصادياً. رفض يانغ تاو، المدير العام لإدارة شؤون أمريكا الشمالية وأوقيانوسيا بوزارة الخارجية الصينية، تفسيره، قائلاً للصحفيين إن الولايات المتحدة تُعيد صياغة "العلى أنه "إزالة المخاطر" عن الصين.[247]
- 7 يوليو: انتقدت وزيرة الخزانة الأمريكية، جانيت يلين، القيود الصينية خلال زيارتها لبكين، معربةً عن قلقها إزاء حملة الصين الصارمة على شركات الاستشارات الأمريكية وضوابط تصدير المعادن الأساسية المستخدمة في تصنيع رقائق الكمبيوتر. وأكدت أن هدف الولايات المتحدة هو توسيع شراكتها الاقتصادية مع الصين، لا قطعها.[248]

### 2024
- 14 مايو: ضاعفت إدارة بايدن التعريفات الجمركية على الخلايا الشمسية المستوردة من الصين وأكثر من ثلاثة أضعاف التعريفات الجمركية على بطاريات المركبات الكهربائية الليثيوم أيون المستوردة من الصين.[249] كما رفعت التعريفات الجمركية على واردات الفولاذ والألمنيوم والمعدات الطبية الصينية.[249] سيتم تطبيق زيادات التعريفات الجمركية على مراحل على مدى ثلاث سنوات.[249]
- 13 سبتمبر: وضعت إدارة بايدن اللمسات الأخيرة على زيادة الرسوم الجمركية على الصادرات الصينية. رُفعت الرسوم الجمركية إلى 100٪ على السيارات الكهربائية، و50٪ على الخلايا الشمسية، و25 ٪ على بطاريات السيارات الكهربائية، والمعادن الأساسية، والصلب، والألمنيوم. ودخلت الرسوم الجمركية حيز التنفيذ اعتبارًا من 27 سبتمبر 2024.[250]
- ديسمبر: في أعقاب تصاعد الصراع بين الصين والولايات المتحدة بشأن التجارة، قامت الشركات المصنعة الصينية مؤخرًا بتقييد مبيعات المكونات الرئيسية المستخدمة في بناء الطائرات بدون طيار إلى الولايات المتحدة.[251]
- 10 ديسمبر: أطلقت الصين تحقيقًا ضد شركة إنفيديا بسبب انتهاكات مزعومة لقوانين مكافحة الاحتكار.[252]

### 2025
- 20 يناير: انتهت ولاية بايدن وتم تنصيب دونالد ترامب مرة أخرى لفترة ولاية ثانية كرئيس للولايات المتحدة.
- 1 فبراير: زاد الرئيس ترامب الرسوم الجمركية على الصين بنسبة 10%.[253]
- 4 فبراير: ردت الصين بفرض تعريفات جمركية بنسبة 15% على منتجات الفحم والغاز الطبيعي المسال، و10% على النفط الخام والآلات الزراعية والسيارات ذات الإزاحة الكبيرة.[254]
- في 3 مارس/آذار، رفع الرئيس ترامب الرسوم الجمركية على السلع الصينية بنسبة 10% إضافية لتصل إلى 20%. كما فرض تعريفات جمركية جديدة بنسبة 25% على الواردات من المكسيك وكندا، مما أثار نزاعات تجارية جديدة مع الشركاء التجاريين الرئيسيين الثلاثة للولايات المتحدة.[255]
- 4 مارس: ردت الصين بفرض تعريفة جمركية بنسبة 15% على الدجاج والقمح والذرة والقطن القادمة من الولايات المتحدة؛[256] وتعريفة جمركية بنسبة 10% على الذرة الرفيعة وفول الصويا ولحم الخنزير ولحم البقر والمنتجات المائية والفواكه والخضروات ومنتجات الألبان القادمة من الولايات المتحدة، اعتبارًا من 10 مارس 2025.[257][258]
- 2 أبريل: رفع ترامب الرسوم الجمركية على الصين بنسبة 34% أخرى، بعد اتهامه الصين بفرض حواجز تجارية جمركية وغير جمركية بنسبة 67% كجزء من سياسته في فرض الرسوم الجمركية المتبادلة، والتي عبر عنها خلال خطابه في "يوم التحرير".[259] وأكد البيت الأبيض أن الرسوم الجمركية ستتراكم فوق الرسوم السابقة، مما يؤدي إلى معدل تعريفة جمركية فعال بنسبة 54% على جميع الواردات الصينية إلى الولايات المتحدة بدءًا من أسبوع واحد.[260]
- 4 أبريل: أعلنت الصين أنها ستفرض رسوم جمركية إضافية بنسبة 34% على جميع السلع الأمريكية اعتبارًا من 10 أبريل.[261]
- اعتبارًا من 24 أبريل، وبعد أن بلغت الرسوم الجمركية المفروضة على الواردات الصينية إلى الولايات المتحدة نسبة 145%، أوقفت بعض المصانع الصينية المُصدِّرة لسلع مثل ماكينات القهوة وسراويل اليوغا شحناتها إلى السوق الأمريكية، كما خفّضت وتيرة الإنتاج لتقتصر على ثلاثة أو أربعة أيام عمل في الأسبوع.[262]

## التأثير
أفاد تحليلٌ للأمم المتحدة في نوفمبر 2019 أن "الرسوم الجمركية الأمريكية على الصين تُلحق ضررًا اقتصاديًا بكلا البلدين". ففي الولايات المتحدة، أدت هذه الرسوم إلى ارتفاع تكاليف المُصنّعين، وارتفاع أسعار المستهلكين، وصعوبات مالية للمزارعين. أما في الصين، فقد ساهمت الحرب التجارية في تباطؤ معدل نمو الناتج الاقتصادي والصناعي، الذي كان في انخفاضٍ بالفعل. وقد نقلت العديد من الشركات الأمريكية سلاسل التوريد إلى أماكن أخرى في آسيا، مما أثار مخاوف من أن تؤدي الحرب التجارية إلى "انفصال" اقتصادي بين الولايات المتحدة والصين. كما تسببت الحرب التجارية في أضرار اقتصادية في دول أخرى، على الرغم من أن بعضها استفاد من زيادة التصنيع مع انتقال الإنتاج إليها. كما أدت إلى عدم استقرار سوق الأسهم. وقد اتخذت الحكومات حول العالم خطواتٍ لمعالجة بعض الأضرار الناجمة عن الصراع الاقتصادي.
بحلول أواخر عام 2019، فرضت الولايات المتحدة رسومًا جمركية على الواردات الصينية بقيمة 350 مليار دولار أمريكي تقريبًا، في حين فرضت الصين رسومًا جمركية على الصادرات الأمريكية بقيمة 100 مليار دولار أمريكي تقريبًا.

### الصين
في أبريل 2018، أعلنت الصين أنها ستلغي القوانين التي تُلزم شركات صناعة السيارات وبناة السفن العالمية بالعمل من خلال شركاء مملوكين للدولة. وجدد الرئيس الصيني والأمين العام للحزب الشيوعي الصيني شي جين بينغ هذه التعهدات، مؤكدين رغبتهما في زيادة الواردات، وخفض قيود الملكية الأجنبية في قطاع التصنيع، وتوسيع نطاق حماية الملكية الفكرية، وهي جميعها قضايا محورية في شكاوى ترامب بشأن اختلال التوازن التجاري بينهما. وشكر ترامب شي على "كلماته الطيبة بشأن التعريفات الجمركية وحواجز السيارات" و"تنويره" بشأن الملكية الفكرية ونقل التكنولوجيا. وأضاف الرئيس: "سنحقق تقدمًا كبيرًا معًا!".
ردًا على الحرب التجارية، رفعت الصين عتبة ضريبة الدخل الشخصي من 3500 يوان صيني إلى 5000 يوان صيني (705 دولارات أمريكية) في يناير 2019، وخفضت الشريحة العليا من ضريبة القيمة المضافة من 16% إلى 13% في أبريل 2019. كما سُمح بخصم ضريبة الدخل على رعاية الأسرة، والنفقات الطبية والتعليمية، بالإضافة إلى فوائد الرهن العقاري. وبلغت قيمة التخفيضات الضريبية حوالي 2.3 تريليون يوان صيني (324 مليار دولار أمريكي).
في مايو 2019، انخفض نمو الناتج الصناعي في الصين إلى 5.0%، وهو أدنى معدل في 17 عامًا. انخفضت الصادرات بنسبة 1.3% في يونيو مقارنة بالعام السابق؛ وانخفضت الواردات بنسبة 8.5% في مايو و7.3% في يونيو. ووفقًا لتحليل أجراه معهد بيترسون للاقتصاد الدولي ونُشر في يونيو 2019، خفضت الصين التعريفات الجمركية على الواردات من دول أخرى غير الولايات المتحدة من متوسط 8.0% إلى 6.7%، بينما ارتفعت التعريفات الجمركية المتوسطة على الواردات الأمريكية من 8.0% إلى 20.7%.
في ديسمبر 2019، ذكرت صحيفة جريدة جنوب الصين الصباحية أنه بسبب الحرب التجارية وحملة الحكومة الصينية على نظام الظل المصرفي توسعت الاستثمارات الصناعية الصينية بأدنى معدل منذ بدء التسجيل. بلغ معدل النمو الاقتصادي لعام 2019 6.1%، وهو الأبطأ منذ عام 1990.
وقد أدت الحرب التجارية إلى نمو كبير في العلاقات الاقتصادية بين الصين والاتحاد الأوروبي، وذلك في المقام الأول نتيجة لإعادة توزيع تدفقات السلع الأساسية.
ساهمت الحرب التجارية في تنامي القومية الصينية؛ حيث أفادت صحيفة جنوب الصين الصباحية أن الصراع ساعد الحزب الشيوعي الصيني على "تعزيز الدعم المحلي الذي كان في أمس الحاجة إليه". سمح الضغط الخارجي للحرب التجارية للزعيم الصيني شي جين بينغ بالإشارة إلى تصرفات الولايات المتحدة كسبب لتباطؤ الاقتصاد الصيني.

### الولايات المتحدة
لقد نقلت العديد من الشركات تكاليف التعريفات الجمركية التي فرضها ترامب إلى المستهلكين في شكل أسعار أعلى.: 180  وفي أعقاب فرض التعريفات الجمركية على السلع الصينية، ارتفعت أسعار السلع الوسيطة الأمريكية بنسبة 10% إلى 30%، وهو مبلغ يعادل عمومًا حجم التعريفات الجمركية.: 233-234 
أظهر تحليل أجراه معهد بيترسون للاقتصاد الدولي أن الصين فرضت تعريفات جمركية موحدة بمتوسط 8% على جميع مستورديها في يناير 2018، قبل بدء الحرب التجارية. وبحلول يونيو 2019، ارتفعت التعريفات الجمركية على الواردات الأمريكية إلى 20.7%، بينما انخفضت التعريفات الجمركية على الدول الأخرى إلى 6.7%. كما وجد التحليل أن متوسط التعريفات الجمركية الأمريكية على السلع الصينية ارتفع من 3.1% في عام 2017 إلى 24.3% بحلول أغسطس 2019.
سُمح للمستوردين الأمريكيين بالتقدم بطلبات استثناء من التعريفات الجمركية. أفادت صحيفة وول ستريت جورنال في فبراير 2020 أن مكتب الممثل التجاري الأمريكي منح عددًا أقل من الإعفاءات الجمركية للشركات الأمريكية، حيث انخفضت من 35% من الطلبات المقدمة للدفعتين الأوليين من التعريفات الجمركية في عام 2018 إلى 3% للدفعة الثالثة في عام 2019. وانتهت آلية التقدم بطلبات الاستثناءات في عام 2020.
لقد فشل اتفاق المرحلة الأولى في معالجة أي جوانب هيكلية للصراعات الهيكلية بين الولايات المتحدة والصين.: 290  وقد تفاقم العجز التجاري الأمريكي الإجمالي، مع تحويل تجارة العرض من الصين إلى المنتجين الأجانب الأعلى تكلفة بدلاً من توريدها محليًا.: 290 وقد  أدت التعريفات الجمركية التي فرضتها الولايات المتحدة إلى زيادة تكاليف الواردات الصينية بالنسبة للمستهلكين والشركات الأمريكية.: 290 

#### تأثير المستهلك الأمريكي
أظهر تحليلٌ أجرته جولدمان ساكس في مايو 2019 أن مؤشر أسعار المستهلك لتسع فئات من السلع الخاضعة للرسوم الجمركية قد ارتفع بشكل أكبر بكثير من السلع غير الخاضعة للرسوم الجمركية. وارتفع مؤشر أسعار المستهلك للسلع الخاضعة للرسوم الجمركية، بينما انخفض لجميع السلع الأساسية الأخرى.
أظهرت استطلاعات رأي المستهلكين وثقة الشركات الصغيرة انخفاضات حادة في أغسطس 2019 بسبب حالة عدم اليقين الناجمة عن الحرب التجارية. أظهر مؤشر مديري المشتريات للتصنيع التابع لمعهد إدارة التوريد، والذي يتابعه الجميع عن كثب، انكماشًا في أغسطس، وذلك لأول مرة منذ يناير 2016؛ ونقل معهد إدارة التوريد عن العديد من المديرين التنفيذيين الذين أعربوا عن قلقهم بشأن استمرار الحرب التجارية، مشيرين إلى تقلص طلبات التصدير وتحديات تحويل سلاسل التوريد الخاصة بهم خارج الصين. كما أظهر مؤشر مديري المشتريات للتصنيع التابع لـ IHS Markit انكماشًا في أغسطس، وذلك لأول مرة منذ سبتمبر 2009. في اليوم الذي صدر فيه تقرير معهد إدارة التوريد، غرّد ترامب قائلاً: "ستنهار سلسلة التوريد الصينية وستختفي الشركات والوظائف والأموال!"
وفقًا لجمعية تكنولوجيا المستهلك، فإن فرض تعريفة جمركية بنسبة 60% على الواردات الصينية قد يزيد أسعار أجهزة الكمبيوتر المحمولة والأجهزة اللوحية بنسبة تصل إلى 46%، والهواتف الذكية بنسبة تصل إلى 26%. وتشير تقديرات الاتحاد الوطني لتجارة التجزئة إلى أن المستهلكين سيضطرون إلى دفع مبلغ إضافي يتراوح بين 6.4 و10.9 مليار دولار أمريكي مقابل الأجهزة الخاضعة للتعريفات الجمركية.

#### فقدان الوظائف
تشير تقديرات التحليلات التي أجرتها شركة موديز أناليتيكس إلى أنه حتى أغسطس 2019، فقدت الولايات المتحدة 300 ألف وظيفة أو لم يتم إنشاؤها بسبب الحرب التجارية، وهو ما أثر بشكل خاص على التصنيع والتخزين والتوزيع والتجزئة.
بحلول سبتمبر 2019، بدأ المصنعون الأمريكيون في تقليص استثماراتهم الرأسمالية وتأجيل التوظيف بسبب حالة عدم اليقين الناجمة عن الحرب التجارية.
خلصت دراسة أجرتها مؤسسة أكسفورد إيكونوميكس ومجلس الأعمال الأمريكي الصيني في عام 2021 إلى أن الولايات المتحدة فقدت 245 ألف وظيفة كنتيجة مباشرة لرسوم ترامب الجمركية.: 180

#### الاقتصاد الكلي
وجد تحليل نشرته صحيفة وول ستريت جورنال في أكتوبر 2020 أن الحرب التجارية لم تحقق الهدف الأساسي المتمثل في إحياء التصنيع الأمريكي ولم تسفر عن إعادة إنتاج المصانع إلى الداخل. وعلى الرغم من أن الحرب التجارية أدت إلى زيادة التوظيف في صناعات معينة، إلا أن التعريفات الجمركية أدت إلى خسارة صافية في وظائف التصنيع في الولايات المتحدة.
زاد العجز التجاري الإجمالي للولايات المتحدة. حولت الشركات الأمريكية وارداتها إلى دول أخرى لتجنب تعريفات ترامب وزاد العجز في السلع بنسبة 21٪ عن عام 2016 إلى مستوى قياسي مرتفع. كما ضعفت الصادرات الأمريكية - ولا سيما السلع الزراعية - بسبب الإجراءات الانتقامية من الصين والاتحاد الأوروبي ودول أخرى. يكتب الخبير الاقتصادي الأمريكي ستيفن روتش أنه من خلال استبدال الجزء الصيني من فجوة التجارة في الولايات المتحدة بعجز من دول أخرى تنتج سلعًا بتكلفة أعلى، أدى تحويل التجارة إلى مصادر غير صينية إلى ما يعادل وظيفيًا زيادة الضرائب على الشركات والمستهلكين في الولايات المتحدة.: 60-61 
في عام 2021، ارتفع العجز التجاري للولايات المتحدة مع الصين.: 179 
وجد التحليل الذي نشره تشاد باون من معهد بيترسون للاقتصاد الدولي أنه إذا لم تكن هناك حرب تجارية بدأها ترامب وإذا ظلت حصة الولايات المتحدة في السوق الصينية ثابتة، فإن الصادرات الأمريكية إلى الصين كانت لتكون أكبر بمقدار 119 مليار دولار مما تم تسجيله بالفعل خلال إدارة ترامب خلال الفترة من 2018 إلى 2021. بالإضافة إلى ذلك، تسببت الحرب التجارية في تكاليف إضافية قدرها 30 مليار دولار من أموال دافعي الضرائب التي استخدمها ترامب لدعم مزارعي البلاد للتعويض عن مبيعاتهم المفقودة إلى الصين من 2018 إلى 2020. وخلص باون إلى أن سياسات ترامب التجارية لم تكن تستحق العناء بالنسبة للمصدرين الأمريكيين وأنهم ربما كانوا ليكونوا في وضع أفضل بدون حرب ترامب التجارية.

#### البورصة
تسبب عدم اليقين لدى المستثمرين بسبب الحرب التجارية في حدوث اضطرابات في سوق الأوراق المالية.
انخفض مؤشر داو جونز الصناعي بمقدار 724 نقطة، أو 2.9%، بعد الإعلان عن الرسوم الجمركية بسبب المخاوف بشأن الحرب التجارية. عانت الشركات التي كانت تتاجر مع الصين، مثل شركة كاتربيلر وبوينج، من خسائر كبيرة في أسعار أسهمها.
في الرابع من ديسمبر 2018، سجل مؤشر داو جونز الصناعي أسوأ يوم له منذ ما يقرب من شهر حيث انخفض بنحو 600 نقطة، ويرى البعض أن هذا يرجع جزئيًا إلى الحرب التجارية.
في 23 أغسطس 2019، انخفض مؤشر داو جونز 623 نقطة في اليوم الذي أمر فيه ترامب بشكل غير رسمي الشركات الأمريكية بالبحث فورًا عن بدائل لممارسة الأعمال التجارية في الصين. وبحلول نهاية عام 2019، وصلت أسواق الأسهم إلى مستويات قياسية مرتفعة، بعد أن ارتفعت بسبب الاتفاق بين الولايات المتحدة والصين لتوقيع المرحلة الأولى من صفقة تجارية.

#### تأثير المزارعين في الولايات المتحدة
واجه المزارعون الأمريكيون تحديات كبيرة بسبب الإجراءات التجارية الانتقامية للصين. من عام 2010 إلى عام 2016، كانت الصين أكبر سوق للمنتجات الزراعية الأمريكية ، حيث بلغت الصادرات ذروتها عند 25.5 مليار دولار في عام 2015. وعلى الرغم من أن صادرات الولايات المتحدة الزراعية إلى الصين بلغت 19.4 مليار دولار في عام 2017، مما يجعلها ثاني أكبر سوق بعد كندا، إلا أن الحرب التجارية خفضت هذه الأرقام بشكل كبير. وبحلول عام 2018، انخفضت الصادرات إلى 9.1 مليار دولار. وتبع ذلك انتعاش جزئي في عام 2019، حيث وصلت الصادرات إلى 13.8 مليار دولار؛ ومع ذلك، بحلول ذلك الوقت، تراجعت الصين إلى رابع أكبر سوق للسلع الزراعية الأمريكية، بعد كندا والمكسيك واليابان على التوالي.
سجلت صادرات فول الصويا أكبر خسائر سنوية مع الصين، بإجمالي 9.4 مليار دولار. تلتها الذرة الرفيعة في المرتبة الثانية، بخسارة 854 مليون دولار، ثم لحم الخنزير في المرتبة الثالثة، بخسارة 646 مليون دولار. وبالمقارنة مع صادرات عام 2017 كنسبة مئوية للتغير، بحلول عام 2018، كانت السلع الزراعية الأكثر تأثرًا بإجمالي الخسائر هي فول الصويا، والقمح، والذرة، والحبوب الخشنة، والجلود، والفواكه الطازجة، ولحم الخنزير، ومنتجات الألبان، والفواكه المصنعة، والقطن.
الولايات المتحدة هي ثاني أكبر منتج لفول الصويا في العالم، بعد البرازيل. الصين هي أكبر مستورد لفول الصويا في العالم، حيث ستستورد حوالي 60% من السوق العالمية في عام 2024. بين عامي 2017 و2018، انخفضت حصة الصين من صادرات فول الصويا الأمريكية من 62% إلى 18%. ثم تعافت إلى 55% بحلول عام 2020. كان مزارعو فول الصويا من بين الأكثر تضررًا من التعريفات الجمركية الصينية. خسر مزارعو فول الصويا ما يقدر بنحو 24 مليار دولار من الصادرات وكانوا مسؤولين عن العدد السائد من حالات إفلاس المزارع المتزايدة في عام 2018. وبحلول عام 2019، كان مزارعو فول الصويا قد زرعوا مساحة أقل بنسبة 15٪ مقارنة بعام 2018. تمثل التجارة 50٪ من دخل مزارعي فول الصويا، مقارنة بالمتوسط الوطني البالغ 20٪.

## ردود الفعل
بعد إعلانات تصعيد الرسوم الجمركية من قبل الولايات المتحدة والصين فقد عبر العديد من ممثلي كبرى شركات الصناعة في الولايات المتحدة عن مخاوفهم من الآثار المترتبة على أعمالهم. أما المنظمات التي انتقدت هذه الحرب التجارية فقد شملت المجلس الوطني لمنتجي لحم الخنزير وجمعية فول الصويا فقادة أسواق التجزئة. وقد عبر العديد من رؤساء البلديات التي تمثل المدن المُعتمدة بشكل كبير على قطاع الصناعات التحويلية عن مخاوفهم أيضاً. أما رئيس التحالف من أجل التصنيع الأمريكي سكوت باول فقد كان من مناصري زيادة الرسوم الأمريكية.
أسعار الأسهم في السوق الأمريكي تأثرت بخسائر كبيرة لمدة أسبوعين بسبب الرسوم، لكن انتعشت الأسعار في 6 تموز/يوليو بعد تقرير إيجابي عن الوظائف. الأسواق الآسيوية أيضاً أنهت اليوم بوضع إيجابي.